# Elezioni locali in Romania del 2020
Le elezioni locali in Romania del 2020 si sono tenute domenica 27 settembre.
Sebbene inizialmente previste per giugno 2020, l'esplosione della pandemia di COVID-19 del 2020 in Romania, spinse il Governo a posticipare le elezioni in una data successiva (entro il 31 dicembre 2020) e a prolungare i mandati dei rappresentanti locali in quel momento in carica. In un primo momento respinto dalla Corte costituzionale della Romania, il provvedimento del Governo fu poi ripreso da un successivo atto legislativo emanato dal Parlamento, che stabilì la propria competenza in materia. Camera dei deputati e Senato, quindi, determinarono che le autorità dell'amministrazione locale con i mandati in scadenza sarebbero rimaste in carica non oltre il 30 novembre 2020. L'8 luglio 2020 lo stesso Parlamento decretò che le elezioni locali si sarebbero svolte il 27 settembre.
Sono state regolamentate dalla legge nr. 115/2015, completata dall'ordinanza d'urgenza nr. 40 del 3 giugno 2019 emanata dal governo Dăncilă (Partito Social Democratico). Tale atto normativo prevedeva la reintroduzione dell'elezione diretta dei presidenti dei consigli di distretto, sistema già utilizzato in precedenza nel 2008 e nel 2012. La scelta dell'allora partito di maggioranza fu fortemente criticata dal presidente della repubblica Klaus Iohannis e dal Partito Nazionale Liberale che, giunto al governo alla fine del 2019, nel 2020 provò a correggere l'ordinanza, senza però riuscirvi a causa dei limiti temporali previsti dalla Costituzione in tema di riforma elettorale.
I sindaci sono stati eletti tramite scrutinio uninominale con il sistema del first past the post, su singolo turno senza ballottaggio, come avvenuto anche nelle precedenti elezioni amministrative del 2012 e del 2016.
Gli elettori sono stati chiamati alle urne per il rinnovo degli incarichi di:
- Consigli di distretto (Consilii Județene, CJ) per ognuno dei 41 distretti della Romania, nonché per il Consiglio Generale del Municipio di Bucarest (Consiliul General al Municipiului București, CGMB).
- Tutti i 41 presidenti dei consigli di distretto (Președinții consiliilor județene, PCJ).
- Consigli locali (Consilii locale, CL) di tutte le città con titolo di comune (comună), città (oraș) e municipio (municipiu), nonché per ognuno dei 6 settori di Bucarest.
- Tutti i sindaci (Primarii) di comuni, città, municipi e dei 6 settori di Bucarest
- Sindaco Generale del Municipio di Bucarest (Primarul General al Municipiului București, PMGB)

In tre località, Rebra (distretto di Bistrița-Năsăud), Orțișoara (distretto di Timiș) e Balaci (distretto di Teleorman), si è resa necessaria l'organizzazione di un secondo turno l'11 ottobre, poiché entrambi i candidati più votati al primo turno hanno ottenuto lo stesso numero di preferenze.
Il sindaco rieletto di Sadova (Dolj), Eugen Safta, morì d'infarto nella notte seguente le elezioni.
Il sindaco di Deveselu, Ion Aliman, fu rieletto dai cittadini per un terzo mandato, nonostante fosse deceduto il 17 settembre 2020, dieci giorni prima della tornata elettorale, per le complicazioni dovute ad un'infezione di COVID-19. La funzione ad interim fu assunta, quindi, dal vicesindaco.
Il candidato del Partito del Potere Umanista alla presidenza del consiglio del distretto di Dolj, Gabriel Ciulu, morì a causa di un malore l'11 settembre 2020, nel corso di un incontro della sua campagna elettorale.

## Sintesi per partito
| | Partito Social Democratico                            | Partito Social Democratico                        | Partito Social Democratico                        | PSD      | 1 663 399 | 22,86  | 16      | 1 816 885 | 23,16  | 383     | 2 262 791 | 30,34  | 1362    | 2 090 777 | 28,40 | 13820  | 250 690 | 37,97 |
| | Coalizioni del Partito Social Democratico             | Coalizioni del Partito Social Democratico         |                                                   | 724 774  | 9,96      | 4      | 631 596 | 8,05      | 120    | 284 913 | 3,82      | 128    | 239 896 | 3,26      | 1094  |        |         |       |
| |                                                       | Partito Nazionale Liberale                        | Partito Nazionale Liberale                        | PNL      | 2 261 157 | 31,07  | 15      | 2 338 844 | 29,81  | 486     | 2 578 820 | 34,58  | 1232    | 2 420 413 | 32,88 | 14182  |         |       |
| | Coalizioni del Partito Nazionale Liberale             |                                                   | 64 644                                            | 0,89     |           | 30 907 | 0,39    | 7         | 11 653 | 0,16    |           | 2 761  | 0,04    | 8         |       |        |         |       |
| | Alleanza 2020 USR PLUS                                | Alleanza 2020 USR PLUS                            | USR PLUS                                          | 469 429  | 6,45      |        | 684 455 | 8,72      | 85     | 509 886 | 6,84      | 30     | 526 065 | 7,15      | 1266  |        |         |       |
| | Unione Salvate la Romania                             | USR                                               |                                                   |          |           | 9 819  | 0,13    | 2         | 37 976 | 0,51    | 6         | 43 419 | 0,59    | 248       |       |        |         |       |
| | Partito della Libertà, dell'Unità e della Solidarietà | PLUS                                              | 1 454                                             | 0,02     |           | 4 367  | 0,06    |           | 9 707  | 0,13    | 1         | 10 137 | 0,14    | 44        |       |        |         |       |
| Coalizioni tra PNL, USR e PLUS | Coalizioni tra PNL, USR e PLUS                        | Coalizioni tra PNL, USR e PLUS                    |                                                   | 368 737  | 5,07      | 2      | 298 342 | 3,80      | 56     | 52 231  | 0,70      | 6      | 42 448  | 0,58      | 106   |        |         |       |
| | Partito del Movimento Popolare                        | Partito del Movimento Popolare                    | Partito del Movimento Popolare                    | PMP      | 406 453   | 5,59   |         | 474 148   | 6,04   | 72      | 353 005   | 4,73   | 50      | 420 791   | 5,72  | 2137   | 72 556  | 10,99 |
| | Unione Democratica Magiara di Romania                 | Unione Democratica Magiara di Romania             | Unione Democratica Magiara di Romania             | UDMR     | 366 480   | 5,04   | 4       | 381 445   | 4,86   | 92      | 299 334   | 4,01   | 199     | 362 442   | 4,92  | 2360   |         |       |
| | PRO Romania                                           | PRO Romania                                       | PRO Romania                                       | PRO      | 318 131   | 4,37   |         | 356 030   | 4,54   | 56      | 331 878   | 4,45   | 36      | 381 535   | 5,18  | 1885   |         |       |
| | Alleanza PRO Bucarest 2020                            | Alleanza PRO Bucarest 2020                        |                                                   |          |           |        | 11 227  | 0,14      |        |         |           |        |         |           |       | 5 315  | 0,80    |       |
| | Alleanza dei Liberali e dei Democratici               | Alleanza dei Liberali e dei Democratici           | Alleanza dei Liberali e dei Democratici           | ALDE     | 165 776   | 2,28   |         | 228 499   | 2,91   | 15      | 124 649   | 1,67   | 15      | 189 665   | 2,58  | 861    | 9 892   | 1,49  |
| | Partito Ecologista Romeno                             | Partito Ecologista Romeno                         | Partito Ecologista Romeno                         | PER      | 107 178   | 1,47   |         | 105 821   | 1,35   | 5       | 96 386    | 1,29   | 7       | 106 811   | 1,45  | 374    | 3 138   | 0,47  |
| | Partito del Potere Umanista                           | Partito del Potere Umanista                       | Partito del Potere Umanista                       | PPU      | 40 795    | 0,56   |         | 54 743    | 0,70   |         | 37 228    | 0,50   | 2       | 46 489    | 0,63  | 166    |         |       |
| | Partito Verde                                         | Partito Verde                                     | Partito Verde                                     | PV       | 61 419    | 0,84   |         | 69 636    | 0,89   |         | 30 142    | 0,40   | 1       | 50 860    | 0,69  | 117    | 13 742  | 2,08  |
| | Alleanza Magiara di Transilvania                      | Alleanza Magiara di Transilvania                  | Alleanza Magiara di Transilvania                  | AMT      | 21 752    | 0,30   |         | 23 751    | 0,30   | 7       | 25 320    | 0,34   | 7       | 30 739    | 0,42  | 243    |         |       |
| | Partito Popolare Magiaro di Transilvania              | Partito Popolare Magiaro di Transilvania          | PPMT                                              | 6 102    | 0,08      |        | 5 831   | 0,07      |        | 5 605   | 0,08      | 1      | 8 804   | 0,12      | 33    |        |         |       |
| | Partito Civico Magiaro                                | Partito Civico Magiaro                            | PCM                                               |          |           |        | 2 367   | 0,03      |        | 4 445   | 0,06      | 2      | 4 566   | 0,06      | 36    |        |         |       |
| | Forum Democratico dei Tedeschi in Romania             | Forum Democratico dei Tedeschi in Romania         | Forum Democratico dei Tedeschi in Romania         | FDGR     | 20 592    | 0,28   |         | 24 333    | 0,31   | 5       | 27 501    | 0,37   | 5       | 25 301    | 0,34  | 68     |         |       |
| | Partito degli Uomini Liberi                           | Partito degli Uomini Liberi                       | Partito degli Uomini Liberi                       | POL      | 14 862    | 0,20   |         | 14 123    | 0,18   | 2       | 16 527    | 0,22   | 1       | 22 060    | 0,30  | 35     |         |       |
| | Partito Prahova in Azione                             | Partito Prahova in Azione                         | Partito Prahova in Azione                         | PPiA     |           |        |         | 17 464    | 0,22   | 2       | 7 818     | 0,10   |         | 10 298    | 0,14  | 27     |         |       |
| | Alleanza per l'Unione dei Romeni                      | Alleanza per l'Unione dei Romeni                  | Alleanza per l'Unione dei Romeni                  | AUR      | 56 286    | 0,77   |         | 76 744    | 0,98   |         | 21 876    | 0,29   | 3       | 31 740    | 0,43  | 79     | 4 445   | 0,67  |
| | Partito Grande Romania                                | Partito Grande Romania                            | Partito Grande Romania                            | PRM      | 20 659    | 0,28   |         | 35 459    | 0,45   |         | 6 817     | 0,09   |         | 15 454    | 0,21  | 31     | 3 270   | 0,49  |
| | Partito Nazionale Contadino Cristiano Democratico     | Partito Nazionale Contadino Cristiano Democratico | Partito Nazionale Contadino Cristiano Democratico | PNȚCD    | 5 633     | 0,08   |         | 7 173     | 0,09   |         | 4 227     | 0,06   | 1       | 8 660     | 0,12  | 42     |         |       |
| | Partito Alternativa Giusta                            | Partito Alternativa Giusta                        | Partito Alternativa Giusta                        | AD       | 3 338     | 0,05   |         | 3 756     | 0,05   |         | 4 420     | 0,06   | 1       | 5 026     | 0,07  | 13     |         |       |
| | Partito Socialista Romeno                             | Partito Socialista Romeno                         | Partito Socialista Romeno                         | PSR      | 980       | 0,01   |         | 3 223     | 0,04   |         | 817       | 0,01   |         | 1 361     | 0,02  | 3      |         |       |
| | Nuova Destra                                          | Nuova Destra                                      | Nuova Destra                                      | ND       |           |        |         |           |        |         | 984       | 0,01   |         | 1 102     | 0,01  | 2      |         |       |
| | Associazione degli Italiani di Romania                | Associazione degli Italiani di Romania            | Associazione degli Italiani di Romania            | RO.AS.IT |           |        |         |           |        |         |           |        |         | 717       | 0,01  |        |         |       |
| | Unione Nazionale per il Progresso della Romania       | Unione Nazionale per il Progresso della Romania   | Unione Nazionale per il Progresso della Romania   | UNPR     |           |        |         |           |        |         | 162       | 0,00   |         | 331       | 0,00  |        |         |       |
| | Indipendenti                                          | Indipendenti                                      | Indipendenti                                      |          | 51 199    | 0,70   |         | 33 719    | 0,43   |         | 235 123   | 3,15   | 70      | 138 222   | 1,88  | 186    | 288 748 | 43,72 |
| | Altri                                                 | Altri                                             | Altri                                             |          | 56 167    | 0,77   |         | 101 433   | 1,29   |         | 74 852    | 1,00   | 10      | 122 248   | 1,66  | 434    | 8 322   | 1,14  |
| Totali | Totali                                                | Totali                                            | Totali                                            | Totali   | 7 277 396 |        | 41      | 7 846 140 |        | 1 395   | 7 457 093 |        | 3 176   | 7 361 818 |       | 39 900 | 660 118 |       |
| 1. 2. 3. 4. 5. 6. 7. 8. 9. 10. 11. 12. 13. |                                                       |                                                   |                                                   |          |           |        |         |           |        |         |           |        |         |           |       |        |         |       |
| Fonti: - (RO) Sito dell'Autorità Elettorale Permanente, su prezenta.roaep.ro. - (RO) PROCES — VERBAL privind centralizarea pe ţară a voturilor şi constatarea rezultatului pentru alegerea PREŞEDINȚILOR CONSILIILOR JUDEŢENE din data de 27 septembrie 2020 (PDF), su locale2020.bec.ro, Ufficio elettorale permanente. - (RO) PROCES — VERBAL privind constatarea rezultatului pentru alegerea PRIMARULUI GENERAL AL MUNICIPIULUI BUCUREŞTI din data de 27 septembrie 2020 (PDF), su locale2020.bec.ro, Ufficio elettorale permanente. - (RO) PROCES — VERBAL privind constatarea rezultatului pentru alegerea CONSILIULUI GENERAL AL MUNICIPIULUI BUCUREŞTI din data de 27 septembrie 2020 (PDF), su locale2020.bec.ro, Ufficio elettorale permanente. - (RO) PROCES — VERBAL privind centralizarea pe ţară a voturilor şi constatarea rezultatului pentru alegerea CONSILIILOR JUDEŢENE din data de 27 septembrie 2020 (PDF), su locale2020.bec.ro, Ufficio elettorale permanente. - (RO) PROCES — VERBAL privind centralizarea pe ţară a voturilor şi constatarea rezultatului pentru alegerea PRIMARILOR din data de 27 septembrie 2020 (PDF), su locale2020.bec.ro, Ufficio elettorale permanente. - (RO) PROCES — VERBAL privind centralizarea pe ţară a voturilor şi constatarea rezultatului pentru alegerea CONSILIILOR LOCALE din data de 27 septembrie 2020 (PDF), su locale2020.bec.ro, Ufficio elettorale permanente. |                                                       |                                                   |                                                   |          |           |        |         |           |        |         |           |        |         |           |       |        |         |       |

## Consigli di distretto

### Riepilogo dei presidenti e dei consiglieri eletti
Di seguito riepilogo dei seggi di consigliere di distretto per partito. È indicato anche il presidente del consiglio di distretto eletto dai cittadini, con il partito di appartenenza.
     Partito Social Democratico
     Partito Nazionale Liberale
     Unione Democratica Magiara di Romania
| Distretto | Presidente | Presidente           | Presidente | Presidente                | Consiglieri | Consiglieri | Consiglieri | Consiglieri | Consiglieri | Consiglieri       | Consiglieri | Consiglieri | Consiglieri | Consiglieri | Consiglieri | Consiglieri | Consiglieri | Consiglieri | Consiglieri | Consiglieri |
| Distretto | Uscente    | Uscente              | Eletto     | Eletto                    | PSD         | All. PSD    | PNL         | All. PNL    | USR PLUS    | All. PNL-USR-PLUS | USR         | PMP         | PRO         | UDMR        | ALDE        | AMT         | PER         | FDGR        | POL         | PPiA        |
| --- | ---------- | -------------------- | ---------- | ------------------------- | ----------- | ----------- | ----------- | ----------- | ----------- | ----------------- | ----------- | ----------- | ----------- | ----------- | ----------- | ----------- | ----------- | ----------- | ----------- | ----------- |
| Alba |            | Ion Dumitrel         |            | Ion Dumitrel              | 6           |             | 19          |             | 4           |                   |             | 3           |             |             |             |             |             |             |             |             |
| Arad |            | Iustin Cionca        |            | Iustin Cionca             |             | 3           | 17          |             | 5           |                   |             | 2           | 3           | 2           |             |             |             |             |             |             |
| Argeș |            | Dan Manu             |            | Ion Mînzînă               | 17          |             | 11          |             | 4           |                   |             |             | 2           |             |             |             |             |             |             |             |
| Bacău |            | Sorin Brașoveanu     |            | Valentin Ivancea          | 17          |             |             |             |             | 11                |             | 3           | 3           |             | 2           |             |             |             |             |             |
| Bihor |            | Sándor Pásztor       |            | Ilie Bolojan              | 6           |             | 22          |             |             |                   |             |             |             | 6           |             |             |             |             |             |             |
| Bistrița-Năsăud |            | Radu Moldovan        |            | Radu Moldovan             |             | 14          | 12          |             |             |                   |             | 4           |             |             |             |             |             |             |             |             |
| Botoșani |            | Costică Macaleți     |            | Doina Federovici          | 15          |             | 12          |             |             |                   |             |             | 2           |             | 3           |             |             |             |             |             |
| Brașov |            | Adrian Veștea        |            | Adrian Veștea             | 8           |             | 16          |             | 8           |                   |             |             | 2           |             |             |             |             |             |             |             |
| Brăila |            | Francisk Chiriac     |            | Francisk Chiriac          | 17          |             | 10          |             |             |                   |             | 3           |             |             |             |             |             |             |             |             |
| Buzău |            | Petre Emanoil Neagu  |            | Petre Emanoil Neagu       |             | 21          | 7           |             |             |                   |             | 4           |             |             |             |             |             |             |             |             |
| Caraș-Severin |            | Silviu Hurduzeu      |            | Romeo Dunca               |             | 10          | 16          |             |             |                   |             | 4           |             |             |             |             |             |             |             |             |
| Călărași |            | Vasile Iliuță        |            | Vasile Iliuță             | 15          |             |             |             |             | 13                |             |             | 2           |             |             |             |             |             |             |             |
| Cluj |            | Alin Tișe            |            | Alin Tișe                 | 5           |             | 19          |             | 5           |                   |             | 2           |             | 5           |             |             |             |             |             |             |
| Costanza |            | Horia Țuțuianu       |            | Mihai Lupu                |             | 10          | 15          |             | 5           |                   |             | 3           | 3           |             |             |             |             |             |             |             |
| Covasna |            | Sándor Tamás         |            | Sándor Tamás              | 2           |             | 3           |             |             |                   |             |             |             | 22          |             | 3           |             |             |             |             |
| Dâmbovița |            | Alexandru Oprea      |            | Corneliu Ștefan           | 17          |             | 13          |             |             |                   |             |             | 4           |             |             |             |             |             |             |             |
| Dolj |            | Ion Prioteasa        |            | Cosmin Dorin Vasile       |             | 16          | 13          |             |             |                   |             | 2           | 3           |             |             |             | 2           |             |             |             |
| Galați |            | Costel Fotea         |            | Costel Fotea              | 17          |             | 12          |             |             |                   |             | 3           |             |             | 2           |             |             |             |             |             |
| Giurgiu |            | Marian Mina          |            | Dumitru Beianu            | 12          |             | 18          |             |             |                   |             |             |             |             |             |             |             |             |             |             |
| Gorj |            | Cosmin Popescu       |            | Cosmin Popescu            | 16          |             | 11          |             |             |                   |             | 3           | 2           |             |             |             |             |             |             |             |
| Harghita |            | Csaba Borboly        |            | Csaba Borboly             | 3           |             | 2           |             |             |                   |             |             |             | 19          |             | 4           |             |             | 2           |             |
| Hunedoara |            | Mircea Bobora        |            | Laurențiu Nistor          | 17          |             |             | 7           |             |                   | 2           | 2           | 4           |             |             |             |             |             |             |             |
| Ialomița |            | Victor Moraru        |            | Marian Pavel              | 14          |             | 10          |             |             |                   |             |             | 6           |             |             |             |             |             |             |             |
| Iași |            | Maricel Popa         |            | Costel Alexe              | 10          |             | 17          |             | 6           |                   |             | 3           |             |             |             |             |             |             |             |             |
| Ilfov |            | Marian Petrache      |            | Ștefan Petru Hubert Thuma |             | 5           | 16          |             | 5           |                   |             | 2           | 4           |             |             |             |             |             |             |             |
| Maramureș |            | Gabriel Zetea        |            | Ionel Ovidiu Bogdan       |             | 10          | 13          |             | 3           |                   |             | 5           | 3           |             |             |             |             |             |             |             |
| Mehedinți |            | Aladin Georgescu     |            | Aladin Georgescu          | 15          |             | 11          |             |             |                   |             | 2           | 2           |             |             |             |             |             |             |             |
| Mureș |            | Péter Ferenc         |            | Péter Ferenc              | 7           |             | 9           |             |             |                   |             | 2           |             | 16          |             |             |             |             |             |             |
| Neamț |            | Ionel Arsene         |            | Ionel Arsene              |             | 13          | 11          |             | 4           |                   |             | 3           | 3           |             |             |             |             |             |             |             |
| Olt |            | Marius Oprescu       |            | Marius Oprescu            | 21          |             | 11          |             |             |                   |             |             |             |             |             |             |             |             |             |             |
| Prahova |            | Bogdan Toader        |            | Iulian Dumitrescu         |             | 11          |             |             |             | 17                |             | 3           |             |             | 3           |             |             |             |             | 2           |
| Satu Mare |            | Csaba Pataki         |            | Csaba Pataki              | 5           |             | 10          |             |             |                   |             | 2           |             | 15          |             |             |             |             |             |             |
| Salaj |            | Tiberiu Marc         |            | Dinu Iancu Sălăjanu       | 10          |             | 11          |             | 2           |                   |             |             |             | 7           |             |             |             |             |             |             |
| Sibiu |            | Daniela Cîmpean      |            | Daniela Cîmpean           | 5           |             | 18          |             | 4           |                   |             |             |             |             |             |             |             | 5           |             |             |
| Suceava |            | Gheorghe Flutur      |            | Gheorghe Flutur           | 13          |             | 18          |             |             |                   |             | 5           |             |             |             |             |             |             |             |             |
| Teleorman |            | Dănuț Cristescu      |            | Adrian Gâdea              | 15          |             | 17          |             |             |                   |             |             |             |             |             |             |             |             |             |             |
| Timiș |            | Călin Dobra          |            | Alin Adrian Nica          |             | 7           | 16          |             | 10          |                   |             |             | 3           |             |             |             |             |             |             |             |
| Tulcea |            | Horia Teodorescu     |            | Horia Teodorescu          | 12          |             | 13          |             |             |                   |             | 2           | 3           |             |             |             |             |             |             |             |
| Vaslui |            | Dumitru Buzatu       |            | Dumitru Buzatu            | 14          |             | 12          |             | 3           |                   |             |             | 2           |             | 3           |             |             |             |             |             |
| Vâlcea |            | Constantin Rădulescu |            | Constantin Rădulescu      | 16          |             | 13          |             |             |                   |             |             |             |             |             |             | 3           |             |             |             |
| Vrancea |            | Marian Oprișan       |            | Cătălin Dumitru Toma      | 15          |             |             |             |             | 15                |             |             |             |             | 2           |             |             |             |             |             |
| |            |                      |            |                           | PSD         | All. PSD    | PNL         | All. PNL    | USR PLUS    | All. PNL-USR-PLUS | USR         | PMP         | PRO         | UDMR        | ALDE        | AMT         | PER         | FDGR        | POL         | PPiA        |
| 1. 2. 3. |            |                      |            |                           |             |             |             |             |             |                   |             |             |             |             |             |             |             |             |             |             |
| Fonti: - (RO) Sito dell'Autorità Elettorale Permanente, su prezenta.roaep.ro. - (RO) PROCES — VERBAL privind centralizarea pe ţară a voturilor şi constatarea rezultatului pentru alegerea PREŞEDINȚILOR CONSILIILOR JUDEŢENE din data de 27 septembrie 2020 (PDF), su locale2020.bec.ro, Ufficio elettorale permanente. - (RO) PROCES — VERBAL privind centralizarea pe ţară a voturilor şi constatarea rezultatului pentru alegerea CONSILIILOR JUDEŢENE din data de 27 septembrie 2020 (PDF), su locale2020.bec.ro, Ufficio elettorale permanente. |            |                      |            |                           |             |             |             |             |             |                   |             |             |             |             |             |             |             |             |             |             |

### Risultati
Di seguito i risultati per le elezioni alla carica di presidente del consiglio di distretto nei maggiori distretti della Romania.
| Distretto di Cluj | Distretto di Cluj       | Distretto di Cluj | Distretto di Cluj | Distretto di Cluj | Distretto di Cluj |
| Pos.              | Candidato               | Partito           | Partito           | Voti              | %                 |
| ----------------- | ----------------------- | ----------------- | ----------------- | ----------------- | ----------------- |
| 1°                | Alin Tișe               |                   | PNL               | 127 251           | 50,45             |
| 2°                | Cătălin Marius Sălăgean |                   | USR PLUS          | 32 355            | 12,82             |
| 3°                | Alexandru Cordoș        |                   | PSD               | 30 808            | 12,21             |
| 4°                | István Valentin Vákár   |                   | UDMR              | 28 566            | 11,32             |
| 5°                | Vasile Cristian Lungu   |                   | PMP               | 10 740            | 4,25              |
| 6°                | Remus Gabriel Lăpușan   |                   | PRO               | 9 420             | 3,73              |
| 7°                | Bogdan Costea           |                   | PV                | 6 057             | 2,40              |
| 8°                | Alexandru Curea         |                   | AUR               | 2 891             | 1,14              |
| 9°                | Marius Bărdaș           |                   | PRM               | 2 186             | 0,86              |
| 10°               | Narcis Benche           |                   | FN                | 1 934             | 0,76              |

| Distretto di Timiș | Distretto di Timiș         | Distretto di Timiș | Distretto di Timiș | Distretto di Timiș | Distretto di Timiș |
| Pos.               | Candidato                  | Partito            | Partito            | Voti               | %                  |
| ------------------ | -------------------------- | ------------------ | ------------------ | ------------------ | ------------------ |
| 1°                 | Alin Adrian Nica           |                    | PNL                | 104 508            | 40,24              |
| 2°                 | Cristian Alin Moș          |                    | USR PLUS           | 51 749             | 19,92              |
| 3°                 | Călin Ionel Dobra          |                    | PSD-PPU            | 48 584             | 18,71              |
| 4°                 | Radu Adrian Pau            |                    | PRO                | 11 771             | 4,53               |
| 5°                 | Titu Bojin                 |                    | ALDE               | 9 447              | 3,63               |
| 6°                 | Cristian Tiberiu Brâncovan |                    | Ind.               | 9 183              | 3,53               |
| 7°                 | Cornel Mircea Sămărtinean  |                    | PMP                | 8 803              | 3,39               |
| 8°                 | Zoltan Gheorghe Marossy    |                    | UDMR               | 6 744              | 2,59               |
| 9°                 | Ioan Romoșan               |                    | PV                 | 4 511              | 1,73               |
| 10°                | Gabriel Marius Toie        |                    | PRR                | 2 189              | 0,84               |
| 11°                | Marian Mayer               |                    | PRM                | 2 171              | 0,83               |

| Distretto di Iași | Distretto di Iași        | Distretto di Iași | Distretto di Iași | Distretto di Iași | Distretto di Iași |
| Pos.              | Candidato                | Partito           | Partito           | Voti              | %                 |
| ----------------- | ------------------------ | ----------------- | ----------------- | ----------------- | ----------------- |
| 1°                | Costel Alexe             |                   | PNL               | 104 656           | 37,96             |
| 2°                | Maricel Popa             |                   | PSD               | 79 168            | 28,72             |
| 3°                | Marius Bodea             |                   | USR PLUS          | 41 271            | 14,97             |
| 4°                | Petru Movilă             |                   | PMP               | 17 564            | 6,37              |
| 5°                | Răzvan Bogdan Abalași    |                   | PRO               | 9 146             | 3,31              |
| 6°                | Gică Sebastian Tataru    |                   | PV                | 7 230             | 2,62              |
| 7°                | Costel Irimia            |                   | ALDE              | 5 195             | 1,88              |
| 8°                | Ioan Pădureț             |                   | AUR               | 4 054             | 1,47              |
| 9°                | Monica Holicov           |                   | RE:START          | 3 672             | 1,33              |
| 10°               | Sava Dragomir Tomașeschi |                   | IPM               | 3 152             | 1,14              |
| 11°               | Traian Neculaie Rânja    |                   | AD                | 532               | 0,19              |

| Distretto di Costanza | Distretto di Costanza    | Distretto di Costanza | Distretto di Costanza | Distretto di Costanza | Distretto di Costanza |
| Pos.                  | Candidato                | Partito               | Partito               | Voti                  | %                     |
| --------------------- | ------------------------ | --------------------- | --------------------- | --------------------- | --------------------- |
| 1°                    | Mihai Lupu               |                       | PNL                   | 101 893               | 37,41                 |
| 2°                    | Felix Stroe              |                       | PSD-ALDE-PNȚCD-ADER   | 68 803                | 25,26                 |
| 3°                    | Eugen Remus Negoi        |                       | USR PLUS              | 36 816                | 13,51                 |
| 4°                    | Florentina Ioana Reșit   |                       | PMP                   | 19 703                | 7,23                  |
| 5°                    | Răzvan Filipescu         |                       | PRO                   | 14 716                | 5,40                  |
| 6°                    | Daniel Constantin Moraru |                       | PER                   | 11 841                | 4,34                  |
| 7°                    | Gheorghe Muhscină        |                       | Ind.                  | 7 070                 | 2,59                  |
| 8°                    | Ninel Peia               |                       | PNR                   | 5 076                 | 1,86                  |
| 9°                    | Dumitru Viorel Focșa     |                       | AUR                   | 4 830                 | 1,77                  |
| 10°                   | Gheorghe Haleț           |                       | LORD                  | 1 569                 | 0,57                  |

| Distretto di Prahova | Distretto di Prahova | Distretto di Prahova | Distretto di Prahova | Distretto di Prahova | Distretto di Prahova |
| Pos.                 | Candidato            | Partito              | Partito              | Voti                 | %                    |
| -------------------- | -------------------- | -------------------- | -------------------- | -------------------- | -------------------- |
| 1°                   | Iulian Dumitrescu    |                      | PNL-USR PLUS         | 137 286              | 46,87                |
| 2°                   | Bogdan Andrei Toader |                      | ApP                  | 103 996              | 35,50                |
| 3°                   | Nicoleta Bozianu     |                      | PMP                  | 22 739               | 7,76                 |
| 4°                   | Dan Aurel Ioniță     |                      | PER                  | 15 791               | 5,39                 |
| 5°                   | Narcis Beciu         |                      | ALDE                 | 13 063               | 4,46                 |
| 1.                   |                      |                      |                      |                      |                      |

| Distretto di Dolj | Distretto di Dolj         | Distretto di Dolj | Distretto di Dolj | Distretto di Dolj | Distretto di Dolj |
| Pos.              | Candidato                 | Partito           | Partito           | Voti              | %                 |
| ----------------- | ------------------------- | ----------------- | ----------------- | ----------------- | ----------------- |
| 1°                | Dorin Cosmin Vasile       |                   | PSD-ALDE          | 111 317           | 42,18             |
| 2°                | Alexandru Gîdăr           |                   | PNL               | 85 990            | 32,58             |
| 3°                | Silviu Bratu              |                   | USR PLUS          | 18 721            | 7,09              |
| 4°                | Florinel Stancu           |                   | PRO               | 14 329            | 5,43              |
| 5°                | Mihail Cristian Negulescu |                   | PMP               | 12 561            | 4,76              |
| 6°                | Nelu Dișteanu             |                   | PER               | 10 631            | 4,02              |
| 7°                | Cristian Gabriel Ciulu    |                   | PPU               | 3 491             | 1,32              |
| 8°                | Sergiu Liviu Prăpucean    |                   | PV                | 2 134             | 0,80              |
| 9°                | Ștefan Mircea Măgălie     |                   | AUR               | 1 866             | 0,70              |
| 10°               | Irina Elena Ciucu         |                   | AD                | 1 623             | 0,61              |
| 11°               | Mihnea Gabriel Modran     |                   | ADN               | 1 211             | 0,45              |

## Sindaco della capitale e dei settori di Bucarest

### Riepilogo dei sindaci eletti
Di seguito sintesi delle elezioni alla carica di Sindaco Generale del Municipio di Bucarest e dei 6 sindaci di settore. È indicata anche la ripartizione dei consiglieri generali del municipio di Bucarest e dei consiglieri locali per partito.
| | Municipio                      | Popolazione (2011) | Sindaco | Sindaco              | Sindaco | Sindaco                        | Voti    | %     | Consiglieri | Consiglieri |
| Uscente | Uscente                        | Popolazione (2011) | Eletto  | Eletto               | Partito | Seggi                          | Voti    | %     |             |             |
| --- | ------------------------------ | ------------------ | ------- | -------------------- | ------- | ------------------------------ | ------- | ----- | ----------- | ----------- |
| Bucarest | Municipio Generale di Bucarest | 1 883 425          |         | Gabriela Firea (PSD) |         | Nicușor Dan (Ind.)             | 282 631 | 42,81 | PSD         | 21 / 55     |
| Bucarest | Municipio Generale di Bucarest | 1 883 425          | USR+    | Gabriela Firea (PSD) | 17 / 55 | Nicușor Dan (Ind.)             | 282 631 | 42,81 |             |             |
| Bucarest | Municipio Generale di Bucarest | 1 883 425          | PNL     | Gabriela Firea (PSD) | 12 / 55 | Nicușor Dan (Ind.)             | 282 631 | 42,81 |             |             |
| Bucarest | Municipio Generale di Bucarest | 1 883 425          | PMP     | Gabriela Firea (PSD) | 5 / 55  | Nicușor Dan (Ind.)             | 282 631 | 42,81 |             |             |
| Bucarest | Settore 1                      | 227 717            |         | Dan Tudorache (PSD)  |         | Clotilde Armand (USR PLUS)     | 36 455  | 40,94 | PSD         | 9 / 27      |
| Bucarest | Settore 1                      | 227 717            | USR+    | Dan Tudorache (PSD)  | 9 / 27  | Clotilde Armand (USR PLUS)     | 36 455  | 40,94 |             |             |
| Bucarest | Settore 1                      | 227 717            | PNL     | Dan Tudorache (PSD)  | 6 / 27  | Clotilde Armand (USR PLUS)     | 36 455  | 40,94 |             |             |
| Bucarest | Settore 1                      | 227 717            | PMP     | Dan Tudorache (PSD)  | 3 / 27  | Clotilde Armand (USR PLUS)     | 36 455  | 40,94 |             |             |
| Bucarest | Settore 2                      | 357 338            |         | Mihai Toader (PSD)   |         | Radu Mihaiu (USR PLUS)         | 42 094  | 36,90 | PSD         | 10 / 27     |
| Bucarest | Settore 2                      | 357 338            | USR+    | Mihai Toader (PSD)   | 9 / 27  | Radu Mihaiu (USR PLUS)         | 42 094  | 36,90 |             |             |
| Bucarest | Settore 2                      | 357 338            | PNL     | Mihai Toader (PSD)   | 6 / 27  | Radu Mihaiu (USR PLUS)         | 42 094  | 36,90 |             |             |
| Bucarest | Settore 2                      | 357 338            | PMP     | Mihai Toader (PSD)   | 2 / 27  | Radu Mihaiu (USR PLUS)         | 42 094  | 36,90 |             |             |
| Bucarest | Settore 3                      | 399 231            |         | Robert Negoiță (PSD) |         | Robert Negoiță (PRO)           | 58 786  | 43,74 | USR+        | 9 / 31      |
| Bucarest | Settore 3                      | 399 231            | PSD     | Robert Negoiță (PSD) | 8 / 31  | Robert Negoiță (PRO)           | 58 786  | 43,74 |             |             |
| Bucarest | Settore 3                      | 399 231            | PNL     | Robert Negoiță (PSD) | 7 / 31  | Robert Negoiță (PRO)           | 58 786  | 43,74 |             |             |
| Bucarest | Settore 3                      | 399 231            | PRO     | Robert Negoiță (PSD) | 5 / 31  | Robert Negoiță (PRO)           | 58 786  | 43,74 |             |             |
| Bucarest | Settore 3                      | 399 231            | PMP     | Robert Negoiță (PSD) | 2 / 31  | Robert Negoiță (PRO)           | 58 786  | 43,74 |             |             |
| Bucarest | Settore 4                      | 300 331            |         | Daniel Băluță (PSD)  |         | Daniel Băluță (PSD)            | 58 577  | 57,03 | PSD-PPU     | 11 / 27     |
| Bucarest | Settore 4                      | 300 331            | USR+    | Daniel Băluță (PSD)  | 9 / 27  | Daniel Băluță (PSD)            | 58 577  | 57,03 |             |             |
| Bucarest | Settore 4                      | 300 331            | PNL     | Daniel Băluță (PSD)  | 5 / 27  | Daniel Băluță (PSD)            | 58 577  | 57,03 |             |             |
| Bucarest | Settore 4                      | 300 331            | PMP     | Daniel Băluță (PSD)  | 2 / 27  | Daniel Băluță (PSD)            | 58 577  | 57,03 |             |             |
| Bucarest | Settore 5                      | 288 690            |         | Daniel Florea (PSD)  |         | Cristian Piedone Popescu (PPU) | 25 902  | 28,08 | PSD         | 10 / 27     |
| Bucarest | Settore 5                      | 288 690            | PNL     | Daniel Florea (PSD)  | 6 / 27  | Cristian Piedone Popescu (PPU) | 25 902  | 28,08 |             |             |
| Bucarest | Settore 5                      | 288 690            | USR+    | Daniel Florea (PSD)  | 5 / 27  | Cristian Piedone Popescu (PPU) | 25 902  | 28,08 |             |             |
| Bucarest | Settore 5                      | 288 690            | PPU     | Daniel Florea (PSD)  | 4 / 27  | Cristian Piedone Popescu (PPU) | 25 902  | 28,08 |             |             |
| Bucarest | Settore 5                      | 288 690            | PMP     | Daniel Florea (PSD)  | 2 / 27  | Cristian Piedone Popescu (PPU) | 25 902  | 28,08 |             |             |
| Bucarest | Settore 6                      | 371 060            |         | Gabriel Mutu (PSD)   |         | Ciprian Ciucu (PNL)            | 54 134  | 43,39 | PSD-PPU     | 9 / 27      |
| Bucarest | Settore 6                      | 371 060            | PNL     | Gabriel Mutu (PSD)   | 8 / 27  | Ciprian Ciucu (PNL)            | 54 134  | 43,39 |             |             |
| Bucarest | Settore 6                      | 371 060            | USR+    | Gabriel Mutu (PSD)   | 8 / 27  | Ciprian Ciucu (PNL)            | 54 134  | 43,39 |             |             |
| Bucarest | Settore 6                      | 371 060            | PMP     | Gabriel Mutu (PSD)   | 2 / 27  | Ciprian Ciucu (PNL)            | 54 134  | 43,39 |             |             |
| Fonti: - (RO) Sito dell'Autorità Elettorale Permanente, su prezenta.roaep.ro. - (RO) PROCES — VERBAL privind constatarea rezultatului pentru alegerea PRIMARULUI GENERAL AL MUNICIPIULUI BUCUREŞTI din data de 27 septembrie 2020 (PDF), su locale2020.bec.ro, Ufficio elettorale permanente. - (RO) PROCES — VERBAL privind constatarea rezultatului pentru alegerea CONSILIULUI GENERAL AL MUNICIPIULUI BUCUREŞTI din data de 27 septembrie 2020 (PDF), su locale2020.bec.ro, Ufficio elettorale permanente. - (RO) PROCES — VERBAL privind centralizarea pe ţară a voturilor şi constatarea rezultatului pentru alegerea PRIMARILOR din data de 27 septembrie 2020 (PDF), su locale2020.bec.ro, Ufficio elettorale permanente. - (RO) PROCES — VERBAL privind centralizarea pe ţară a voturilor şi constatarea rezultatului pentru alegerea CONSILIILOR LOCALE din data de 27 septembrie 2020 (PDF), su locale2020.bec.ro, Ufficio elettorale permanente. |                                |                    |         |                      |         |                                |         |       |             |             |

### Risultati
Di seguito i risultati per le elezioni alle cariche di Sindaco Generale del Municipio di Bucarest e dei 6 sindaci di settore.

#### Municipio Generale di Bucarest
| Municipio Generale di Bucarest | Municipio Generale di Bucarest  | Municipio Generale di Bucarest | Municipio Generale di Bucarest | Municipio Generale di Bucarest | Municipio Generale di Bucarest |
| Pos.                           | Candidato                       | Partito                        | Partito                        | Voti                           | %                              |
| ------------------------------ | ------------------------------- | ------------------------------ | ------------------------------ | ------------------------------ | ------------------------------ |
| 1°                             | Nicușor Dan                     |                                | Ind.                           | 282 631                        | 42,81                          |
| 2°                             | Gabriela Firea                  |                                | PSD                            | 250 690                        | 37,97                          |
| 3°                             | Traian Băsescu                  |                                | PMP                            | 72 556                         | 10,99                          |
| 4°                             | Florin Călinescu                |                                | PV                             | 13 742                         | 2,08                           |
| 5°                             | Călin Popescu Tăriceanu         |                                | ALDE                           | 9 892                          | 1,49                           |
| 6°                             | Ioan Sîrbu                      |                                | PRO                            | 5 315                          | 0,80                           |
| 7°                             | Claudiu Richard Târziu          |                                | AUR                            | 4 445                          | 0,67                           |
| 8°                             | Ileana Daniela Nănău            |                                | PRM                            | 3 270                          | 0,49                           |
| 9°                             | Magdalena Valentina Bistriceanu |                                | PER                            | 3 138                          | 0,47                           |
| 10°                            | Cătălin Berenghi                |                                | Ind.                           | 2 876                          | 0,43                           |
| 11°                            | Bogdan Stanoevici               |                                | PSDI                           | 2 324                          | 0,35                           |
| 12°                            | Radu Octavian Moraru            |                                | Ind.                           | 1 811                          | 0,27                           |
| 13°                            | Radu Ghidău                     |                                | ANT                            | 1 805                          | 0,27                           |
| 14°                            | Ilan Laufer                     |                                | FIN                            | 1 515                          | 0,22                           |
| 15°                            | Octavian Bădescu                |                                | Ind.                           | 1 430                          | 0,21                           |
| 16°                            | John Banu                       |                                | PNR                            | 1 025                          | 0,15                           |
| 17°                            | Alexandru Ion Coita             |                                | PRR                            | 827                            | 0,12                           |
| 18°                            | Sebastian Popescu               |                                | PNR                            | 826                            | 0,12                           |
| 1.                             |                                 |                                |                                |                                |                                |

#### Settori
| Settore 1 | Settore 1                           | Settore 1 | Settore 1 | Settore 1 | Settore 1 |
| Pos.      | Candidato                           | Partito   | Partito   | Voti      | %         |
| --------- | ----------------------------------- | --------- | --------- | --------- | --------- |
| 1°        | Clotilde Armand                     |           | USR PLUS  | 36 455    | 40,94     |
| 2°        | Dan Tudorache                       |           | PSD       | 35 451    | 39,81     |
| 3°        | Ioana-Felicia Constantin            |           | PMP       | 6 929     | 7,78      |
| 4°        | Daniel Bucura                       |           | Ind.      | 1 939     | 2,17      |
| 5°        | Adina Alberts                       |           | PRO       | 1 859     | 2,08      |
| 6°        | Amalia Nenovici                     |           | ALDE      | 1 328     | 1,49      |
| 7°        | Crina-Veronica Mechno               |           | PV        | 1 057     | 1,18      |
| 8°        | Adriana-Cristina Bahmuțeanu         |           | PER       | 1 028     | 1,15      |
| 9°        | Andrei Emil Dîrlău                  |           | AUR       | 607       | 0,68      |
| 10°       | Remus Bogdan Mamoc                  |           | PRM       | 542       | 0,60      |
| 11°       | Tudor-Helmut Schinagel-Costea       |           | Ind.      | 536       | 0,60      |
| 12°       | Andrei Gerea                        |           | PPU       | 249       | 0,27      |
| 13°       | Mădălina-Andreea Mustăreață         |           | PSDI      | 156       | 0,17      |
| 14°       | Marian Orlando Culea                |           | ADER      | 138       | 0,15      |
| 15°       | Florin Toader                       |           | ADN       | 136       | 0,15      |
| 16°       | Mioara Sabina Ciulu                 |           | FIN       | 131       | 0,14      |
| 17°       | Gabriel-Ciprian Ciceu               |           | RE:START  | 128       | 0,14      |
| 18°       | Elena Curic                         |           | PNR       | 1 767     | 2,36      |
| 19°       | Emanuel Onoriu                      |           | MPR       | 121       | 0,13      |
| 20°       | Jaqueline-Marilena Lazăr Șerbănescu |           | PRE       | 119       | 0,13      |

| Settore 2 | Settore 2                 | Settore 2 | Settore 2 | Settore 2 | Settore 2 |
| Pos.      | Candidato                 | Partito   | Partito   | Voti      | %         |
| --------- | ------------------------- | --------- | --------- | --------- | --------- |
| 1°        | Radu Nicolae Mihaiu       |           | USR PLUS  | 42 094    | 36,90     |
| 2°        | Dan Cristian Popescu      |           | PSD       | 35 920    | 31,49     |
| 3°        | Neculai Onțanu            |           | ADER-PPU  | 16 035    | 14,05     |
| 4°        | Marian Cătălin Militaru   |           | PMP       | 6 768     | 5,93      |
| 5°        | Florin Manea              |           | PRO       | 2 988     | 2,61      |
| 6°        | Ramona Ioana Mezei        |           | ALDE      | 2 903     | 2,54      |
| 14°       | Ana-Maria Mihai           |           | AUR       | 1 710     | 1,49      |
| 7°        | Constantin Gabriel Ureche |           | PER       | 1 526     | 1,33      |
| 11°       | Petre Spîrleanu           |           | PRM       | 872       | 0,76      |
| 13°       | Marius Cosmescu           |           | PAER      | 865       | 0,75      |
| 9°        | Cătălin Iordache          |           | RE:START  | 550       | 0,48      |
| 16°       | Mihai Datcu               |           | POC       | 488       | 0,42      |
| 10°       | Cătălin Bogdan Faust      |           | PRE       | 417       | 0,36      |
| 12°       | Corina Pînzaru            |           | MPR       | 386       | 0,33      |
| 8°        | Niculae Pupăză            |           | PSDI      | 267       | 0,23      |
| 15°       | Daniel Scurtu             |           | FIN       | 264       | 0,23      |

| Settore 3 | Settore 3                | Settore 3 | Settore 3 | Settore 3 | Settore 3 |
| Pos.      | Candidato                | Partito   | Partito   | Voti      | %         |
| --------- | ------------------------ | --------- | --------- | --------- | --------- |
| 1°        | Robert Negoiță           |           | PRO       | 58 786    | 43,74     |
| 2°        | Adrian Moraru            |           | PNL       | 38 279    | 28,48     |
| 3°        | Aurelian Bădulescu       |           | PSD       | 18 427    | 13,71     |
| 4°        | Mihail Neamțu            |           | PMP       | 9 593     | 7,13      |
| 5°        | Bogdan Valentin Brătianu |           | ALDE      | 2 297     | 1,70      |
| 6°        | Andrei Nicolas Pleșea    |           | PER       | 2 237     | 1,66      |
| 7°        | Ștefan Ovidiu Dima       |           | AUR       | 1 287     | 0,95      |
| 8°        | Corneliu Ștefan          |           | PRM       | 877       | 0,65      |
| 9°        | Maria Magdalena Nicula   |           | PRE       | 729       | 0,54      |
| 10°       | Ulise Toader             |           | PPU       | 671       | 0,49      |
| 11°       | Florin Drăgan            |           | MPR       | 471       | 0,35      |
| 12°       | Mihaela Cristina Mostavi |           | ADER      | 420       | 0,31      |
| 13°       | Andra Elena Triță        |           | FIN       | 320       | 0,23      |

| Settore 4 | Settore 4               | Settore 4 | Settore 4 | Settore 4 | Settore 4 |
| Pos.      | Candidato               | Partito   | Partito   | Voti      | %         |
| --------- | ----------------------- | --------- | --------- | --------- | --------- |
| 1°        | Daniel Băluță           |           | PSD       | 58 577    | 57,03     |
| 2°        | Elena Simona Spătaru    |           | USR PLUS  | 30 688    | 29,87     |
| 3°        | Ștefănel Dan Marin      |           | PMP       | 4 507     | 4,38      |
| 4°        | Ovidiu Zară             |           | PER       | 2 696     | 2,62      |
| 5°        | Adrian Vlad Chiotan     |           | ALDE      | 1 501     | 1,46      |
| 6°        | Constantin Titian Filip |           | Ind.      | 1 439     | 1,40      |
| 7°        | Gabriel Liviu Ispas     |           | PRO       | 1 189     | 1,15      |
| 8°        | Vasile Negrilă          |           | PSDI      | 1 108     | 1,07      |
| 9°        | Simion Dan Călina       |           | PRM       | 1 005     | 0,97      |

| Settore 5 | Settore 5                | Settore 5 | Settore 5 | Settore 5 | Settore 5 |
| Pos.      | Candidato                | Partito   | Partito   | Voti      | %         |
| --------- | ------------------------ | --------- | --------- | --------- | --------- |
| 1°        | Cristian Piedone Popescu |           | PPU       | 25 902    | 28,08     |
| 2°        | Daniel Florea            |           | PSD       | 23 649    | 25,63     |
| 3°        | Cristian Tudor Băcanu    |           | PNL       | 23 282    | 25,24     |
| 4°        | Marian Vanghelie         |           | PSDI      | 11 237    | 12,18     |
| 5°        | Cătălin Lucian Iliescu   |           | PMP       | 3 540     | 3,83      |
| 6°        | Ion Valentin Voicu       |           | ALDE      | 1 765     | 1,91      |
| 7°        | Ștefan Pirpiliu          |           | PRO       | 1 313     | 1,42      |
| 8°        | Adrian Ion Urichianu     |           | PRM       | 568       | 0,61      |
| 9°        | Florin Ciomag            |           | MPR       | 401       | 0,43      |
| 10°       | Octavian Mirea           |           | ADER      | 325       | 0,35      |
| 11°       | Adrian Fundeneanu        |           | PNR       | 255       | 0,27      |

| Settore 6 | Settore 6                     | Settore 6 | Settore 6 | Settore 6 | Settore 6 |
| Pos.      | Candidato                     | Partito   | Partito   | Voti      | %         |
| --------- | ----------------------------- | --------- | --------- | --------- | --------- |
| 1°        | Ciprian Ciucu                 |           | PNL       | 54 134    | 43,39     |
| 2°        | Gabriel Mutu                  |           | PSD       | 43 105    | 34,55     |
| 3°        | Ștefan Viorel Florescu        |           | PMP       | 9 575     | 7,67      |
| 4°        | Mihai Daneș                   |           | Ind.      | 4 736     | 3,79      |
| 5°        | Tudor Tim Ionescu             |           | ALDE      | 4 545     | 3,64      |
| 6°        | Anca Elena Bălășoiu           |           | PRO       | 2 482     | 1,98      |
| 7°        | Călin Tudose                  |           | PER       | 1 799     | 1,44      |
| 8°        | Viorica Elisabeta Lupu        |           | AUR       | 1 116     | 0,89      |
| 9°        | Danil Tulugea                 |           | PRM       | 1 012     | 0,81      |
| 10°       | Cătălin Liviu Amieroaie       |           | ACD       | 512       | 0,41      |
| 11°       | Alexandra Diana Gheorghe-Iovu |           | RE:START  | 444       | 0,35      |
| 12°       | Georgel Tudorașcu             |           | PPU       | 369       | 0,29      |
| 13°       | Radu Lucian Dinu              |           | FIN       | 282       | 0,22      |
| 14°       | Florina Bogdana Popescu       |           | MPR       | 255       | 0,20      |
| 15°       | Vlad Alexandru Iancu          |           | PSDI      | 189       | 0,15      |
| 16°       | Bogdan Gabriel Iofciu         |           | ADER      | 178       | 0,14      |

## Sindaci dei municipi della Romania

### Riepilogo dei sindaci eletti
Di seguito sintesi delle elezioni alla carica di sindaco nelle città con titolo di municipio. Per i capoluoghi di distretto (in grassetto) è indicata anche la ripartizione dei consiglieri locali per partito.
| Alba | Aiud                  | 22 876  |         | Oana Badea (PNL)                         | 3 729  | 45,90 |          |         |
| Alba | Alba Iulia            | 63 536  |         | Gabriel Pleșa (USR PLUS)                 | 8 107  | 36,80 | PNL      | 9 / 21  |
| Alba | Alba Iulia            | 63 536  | USR+    | Gabriel Pleșa (USR PLUS)                 | 8 107  | 36,80 | 7 / 21   |         |
| Alba | Alba Iulia            | 63 536  | PSD     | Gabriel Pleșa (USR PLUS)                 | 8 107  | 36,80 | 4 / 21   |         |
| Alba | Alba Iulia            | 63 536  | Ind.    | Gabriel Pleșa (USR PLUS)                 | 8 107  | 36,80 | 1 / 21   |         |
| Alba | Blaj                  | 26 530  |         | Gheorghe Rotar (PNL)                     | 5 516  | 78,90 |          |         |
| Alba | Sebeș                 | 27 019  |         | Dorin Nistor (PNL)                       | 6 476  | 61,81 |          |         |
| Arad | Arad                  | 159 074 |         | Călin Bibarț (PNL)                       | 14 613 | 33,67 | PNL      | 9 / 23  |
| Arad | Arad                  | 159 074 | USR+    | Călin Bibarț (PNL)                       | 14 613 | 33,67 | 7 / 23   |         |
| Arad | Arad                  | 159 074 | PSLC    | Călin Bibarț (PNL)                       | 14 613 | 33,67 | 3 / 23   |         |
| Arad | Arad                  | 159 074 | PMP     | Călin Bibarț (PNL)                       | 14 613 | 33,67 | 2 / 23   |         |
| Arad | Arad                  | 159 074 | UDMR    | Călin Bibarț (PNL)                       | 14 613 | 33,67 | 2 / 23   |         |
| Argeș | Câmpulung             | 31 767  |         | Elena Lasconi (USR PLUS)                 | 7 484  | 56,76 |          |         |
| Argeș | Curtea de Argeș       | 27 359  |         | Constantin Panțurescu (PSD)              | 4 890  | 50,39 |          |         |
| Argeș | Pitești               | 155 383 |         | Cristian Gentea (PSD)                    | 16 660 | 34,82 | PSD      | 8 / 23  |
| Argeș | Pitești               | 155 383 | PNL     | Cristian Gentea (PSD)                    | 16 660 | 34,82 | 7 / 23   |         |
| Argeș | Pitești               | 155 383 | USR+    | Cristian Gentea (PSD)                    | 16 660 | 34,82 | 6 / 23   |         |
| Argeș | Pitești               | 155 383 | PMP     | Cristian Gentea (PSD)                    | 16 660 | 34,82 | 2 / 23   |         |
| Bacău | Bacău                 | 144 307 |         | Lucian Daniel Stanciu Viziteu (USR PLUS) | 14 698 | 29,31 | PNL-USR+ | 9 / 23  |
| Bacău | Bacău                 | 144 307 | ASU     | Lucian Daniel Stanciu Viziteu (USR PLUS) | 14 698 | 29,31 | 4 / 23   |         |
| Bacău | Bacău                 | 144 307 | PRO     | Lucian Daniel Stanciu Viziteu (USR PLUS) | 14 698 | 29,31 | 4 / 23   |         |
| Bacău | Bacău                 | 144 307 | PER     | Lucian Daniel Stanciu Viziteu (USR PLUS) | 14 698 | 29,31 | 3 / 23   |         |
| Bacău | Bacău                 | 144 307 | PMP     | Lucian Daniel Stanciu Viziteu (USR PLUS) | 14 698 | 29,31 | 2 / 23   |         |
| Bacău | Bacău                 | 144 307 | Ind.    | Lucian Daniel Stanciu Viziteu (USR PLUS) | 14 698 | 29,31 | 1 / 23   |         |
| Bacău | Moinești              | 21 787  |         | Valentin Vieru (PNL)                     | 4 011  | 55,61 |          |         |
| Bacău | Onești                | 39 172  |         | Victor Laurențiu Neghină (PMP)           | 6 147  | 42,71 |          |         |
| Bihor | Beiuș                 | 10 667  |         | Gabriel Cătălin Popa (PNL)               | 2 561  | 49,50 |          |         |
| Bihor | Marghita              | 15 770  |         | Marcel Emil Sas Adăscăliții (Ind.)       | 2 108  | 34,63 |          |         |
| Bihor | Oradea                | 196 367 |         | Florin Birta (PNL)                       | 47 966 | 70,13 | PNL      | 20 / 27 |
| Bihor | Oradea                | 196 367 | UDMR    | Florin Birta (PNL)                       | 47 966 | 70,13 | 4 / 27   |         |
| Bihor | Oradea                | 196 367 | PSD     | Florin Birta (PNL)                       | 47 966 | 70,13 | 3 / 27   |         |
| Bihor | Salonta               | 17 735  |         | László Török (UDMR)                      | 5 014  | 72,05 |          |         |
| Bistrița-Năsăud | Bistrița              | 75 076  |         | Ioan Turc (PNL)                          | 11 949 | 41,84 | PNL      | 10 / 21 |
| Bistrița-Năsăud | Bistrița              | 75 076  | ApBN    | Ioan Turc (PNL)                          | 11 949 | 41,84 | 5 / 21   |         |
| Bistrița-Năsăud | Bistrița              | 75 076  | PMP     | Ioan Turc (PNL)                          | 11 949 | 41,84 | 3 / 21   |         |
| Bistrița-Năsăud | Bistrița              | 75 076  | USR+    | Ioan Turc (PNL)                          | 11 949 | 41,84 | 2 / 21   |         |
| Bistrița-Năsăud | Bistrița              | 75 076  | PV      | Ioan Turc (PNL)                          | 11 949 | 41,84 | 1 / 21   |         |
| Botoșani | Botoșani              | 106 847 |         | Ionuț Andrei (PSD)                       | 10 960 | 37,17 | PSD      | 11 / 23 |
| Botoșani | Botoșani              | 106 847 | PNL     | Ionuț Andrei (PSD)                       | 10 960 | 37,17 | 9 / 23   |         |
| Botoșani | Botoșani              | 106 847 | USR+    | Ionuț Andrei (PSD)                       | 10 960 | 37,17 | 2 / 23   |         |
| Botoșani | Botoșani              | 106 847 | PRO     | Ionuț Andrei (PSD)                       | 10 960 | 37,17 | 1 / 23   |         |
| Botoșani | Dorohoi               | 24 309  |         | Dorin Alexandrescu (PSD)                 | 5 633  | 61,52 |          |         |
| Brașov | Bran                  | 5 181   |         | Ioan Cosmin Feroiu (PNL)                 | 1 913  | 79,24 |          |         |
| Brașov | Brașov                | 253 200 |         | Allen Coliban (USR PLUS)                 | 34 870 | 42,05 | USR+     | 12 / 27 |
| Brașov | Brașov                | 253 200 | PNL     | Allen Coliban (USR PLUS)                 | 34 870 | 42,05 | 11 / 27  |         |
| Brașov | Brașov                | 253 200 | PSD     | Allen Coliban (USR PLUS)                 | 34 870 | 42,05 | 4 / 27   |         |
| Brașov | Codlea                | 21 708  |         | Paul Mihai Cîmpeanu (PSD)                | 3 292  | 44,61 |          |         |
| Brașov | Făgăraș               | 30 714  |         | Gheorghe Sucaciu (Ind.)                  | 5 414  | 55,83 |          |         |
| Brașov | Săcele                | 30 798  |         | Virgil Popa (PSD)                        | 3 969  | 38,54 |          |         |
| Brăila | Brăila                | 180 302 |         | Marian Dragomir (PSD)                    | 32 656 | 63,19 | PSD      | 18 / 27 |
| Brăila | Brăila                | 180 302 | PNL     | Marian Dragomir (PSD)                    | 32 656 | 63,19 | 7 / 27   |         |
| Brăila | Brăila                | 180 302 | PMP     | Marian Dragomir (PSD)                    | 32 656 | 63,19 | 2 / 27   |         |
| Buzău | Buzău                 | 115 494 |         | Constantin Toma (PSD)                    | 29 728 | 78,06 | PSD      | 16 / 23 |
| Buzău | Buzău                 | 115 494 | PNL     | Constantin Toma (PSD)                    | 29 728 | 78,06 | 3 / 23   |         |
| Buzău | Buzău                 | 115 494 | USR+    | Constantin Toma (PSD)                    | 29 728 | 78,06 | 2 / 23   |         |
| Buzău | Buzău                 | 115 494 | PMP     | Constantin Toma (PSD)                    | 29 728 | 78,06 | 2 / 23   |         |
| Buzău | Râmnicu Sărat         | 33 843  |         | Sorin Cîrjan (PSD)                       | 6 921  | 52,04 |          |         |
| Caraș-Severin | Caransebeș            | 24 689  |         | Felix-Cosmin Borcean (Ind.)              | 4 203  | 47,53 |          |         |
| Caraș-Severin | Reșița                | 73 282  |         | Ioan Popa (PNL)                          | 14 181 | 74,41 | PNL      | 17 / 21 |
| Caraș-Severin | Reșița                | 73 282  | ProCS   | Ioan Popa (PNL)                          | 14 181 | 74,41 | 4 / 21   |         |
| Călărași | Călărași              | 65 181  |         | Marius Grigore Dulce (PSD)               | 10 281 | 43,43 | PSD      | 9 / 21  |
| Călărași | Călărași              | 65 181  | PNL     | Marius Grigore Dulce (PSD)               | 10 281 | 43,43 | 7 / 21   |         |
| Călărași | Călărași              | 65 181  | PMP     | Marius Grigore Dulce (PSD)               | 10 281 | 43,43 | 2 / 21   |         |
| Călărași | Călărași              | 65 181  | PRO     | Marius Grigore Dulce (PSD)               | 10 281 | 43,43 | 2 / 21   |         |
| Călărași | Călărași              | 65 181  | USR     | Marius Grigore Dulce (PSD)               | 10 281 | 43,43 | 1 / 21   |         |
| Călărași | Oltenița              | 24 822  |         | Costinel Milescu (PNL)                   | 3 954  | 44,81 |          |         |
| Cluj | Câmpia Turzii         | 22 223  |         | Dorin Lojigan (PNL)                      | 3 877  | 46,98 |          |         |
| Cluj | Cluj-Napoca           | 324 576 |         | Emil Boc (PNL)                           | 73 182 | 74,76 | PNL      | 16 / 27 |
| Cluj | Cluj-Napoca           | 324 576 | USR+    | Emil Boc (PNL)                           | 73 182 | 74,76 | 5 / 27   |         |
| Cluj | Cluj-Napoca           | 324 576 | UDMR    | Emil Boc (PNL)                           | 73 182 | 74,76 | 4 / 27   |         |
| Cluj | Cluj-Napoca           | 324 576 | PSD     | Emil Boc (PNL)                           | 73 182 | 74,76 | 2 / 27   |         |
| Cluj | Dej                   | 33 497  |         | Costan Morar (PNL)                       | 4 982  | 50,31 |          |         |
| Cluj | Gherla                | 20 982  |         | Ionel Ovidiu Drăgan (PNL)                | 3 075  | 42,36 |          |         |
| Cluj | Turda                 | 47 744  |         | Cristian Octavian Matei (PNL)            | 7 794  | 49,33 |          |         |
| Costanza | Costanza              | 283 872 |         | Vergil Chițac (PNL)                      | 27 569 | 28,48 | PNL      | 10 / 27 |
| Costanza | Costanza              | 283 872 | USR+    | Vergil Chițac (PNL)                      | 27 569 | 28,48 | 9 / 27   |         |
| Costanza | Costanza              | 283 872 | PSD     | Vergil Chițac (PNL)                      | 27 569 | 28,48 | 8 / 27   |         |
| Costanza | Mangalia              | 36 364  |         | Cristian Radu (PNL)                      | 7 486  | 46,27 |          |         |
| Costanza | Medgidia              | 39 780  |         | Valentin Vrabie (PNL)                    | 9 041  | 65,43 |          |         |
| Covasna | Sfântu Gheorghe       | 54 312  |         | Árpád Antal (UDMR)                       | 10 711 | 76,49 | UDMR     | 18 / 21 |
| Covasna | Sfântu Gheorghe       | 54 312  | AMT     | Árpád Antal (UDMR)                       | 10 711 | 76,49 | 2 / 21   |         |
| Covasna | Sfântu Gheorghe       | 54 312  | PNL     | Árpád Antal (UDMR)                       | 10 711 | 76,49 | 1 / 21   |         |
| Covasna | Târgu Secuiesc        | 18 082  |         | Tiberiu Bokor (UDMR)                     | 3 288  | 69,45 |          |         |
| Dâmbovița | Moreni                | 18 687  |         | Constantin Dinu (PSD)                    | 2 174  | 30,64 |          |         |
| Dâmbovița | Târgoviște            | 79 610  |         | Cristian Stan (PSD)                      | 17 046 | 65,61 | PSD      | 12 / 21 |
| Dâmbovița | Târgoviște            | 79 610  | PNL     | Cristian Stan (PSD)                      | 17 046 | 65,61 | 5 / 21   |         |
| Dâmbovița | Târgoviște            | 79 610  | USR+    | Cristian Stan (PSD)                      | 17 046 | 65,61 | 2 / 21   |         |
| Dâmbovița | Târgoviște            | 79 610  | PRO     | Cristian Stan (PSD)                      | 17 046 | 65,61 | 1 / 21   |         |
| Dâmbovița | Târgoviște            | 79 610  | PMP     | Cristian Stan (PSD)                      | 17 046 | 65,61 | 1 / 21   |         |
| Dolj | Băilești              | 17 437  |         | Costel Pistrițu (PNL)                    | 2 439  | 45,25 |          |         |
| Dolj | Calafat               | 17 336  |         | Dorel Mitulețu (PNL)                     | 2 861  | 43,72 |          |         |
| Dolj | Craiova               | 269 506 |         | Lia Olguța Vasilescu (PSD)               | 30 062 | 34,29 | PSD      | 10 / 27 |
| Dolj | Craiova               | 269 506 | PNL     | Lia Olguța Vasilescu (PSD)               | 30 062 | 34,29 | 9 / 27   |         |
| Dolj | Craiova               | 269 506 | USR+    | Lia Olguța Vasilescu (PSD)               | 30 062 | 34,29 | 5 / 27   |         |
| Dolj | Craiova               | 269 506 | PER     | Lia Olguța Vasilescu (PSD)               | 30 062 | 34,29 | 3 / 27   |         |
| Galați | Galați                | 249 432 |         | Ionuț Pucheanu (PSD)                     | 47 452 | 59,18 | PSD      | 15 / 27 |
| Galați | Galați                | 249 432 | PNL     | Ionuț Pucheanu (PSD)                     | 47 452 | 59,18 | 6 / 27   |         |
| Galați | Galați                | 249 432 | USR+    | Ionuț Pucheanu (PSD)                     | 47 452 | 59,18 | 4 / 27   |         |
| Galați | Galați                | 249 432 | PPG     | Ionuț Pucheanu (PSD)                     | 47 452 | 59,18 | 2 / 27   |         |
| Galați | Tecuci                | 34 871  |         | Lucian Grigore Costin (PNL)              | 4 730  | 33,54 |          |         |
| Giurgiu | Giurgiu               | 61 353  |         | Valentin Anghelescu (PNL)                | 8 307  | 42,53 | PNL      | 9 / 21  |
| Giurgiu | Giurgiu               | 61 353  | PSD     | Valentin Anghelescu (PNL)                | 8 307  | 42,53 | 7 / 21   |         |
| Giurgiu | Giurgiu               | 61 353  | PRO     | Valentin Anghelescu (PNL)                | 8 307  | 42,53 | 4 / 21   |         |
| Giurgiu | Giurgiu               | 61 353  | ALDE    | Valentin Anghelescu (PNL)                | 8 307  | 42,53 | 1 / 21   |         |
| Gorj | Motru                 | 19 079  |         | Costel Cosmin Morega (PSD)               | 2 795  | 37,35 |          |         |
| Gorj | Târgu Jiu             | 82 504  |         | Marcel Laurențiu Romanescu (PNL)         | 12 170 | 45,43 | PNL      | 10 / 21 |
| Gorj | Târgu Jiu             | 82 504  | PSD     | Marcel Laurențiu Romanescu (PNL)         | 12 170 | 45,43 | 7 / 21   |         |
| Gorj | Târgu Jiu             | 82 504  | PRO     | Marcel Laurențiu Romanescu (PNL)         | 12 170 | 45,43 | 2 / 21   |         |
| Gorj | Târgu Jiu             | 82 504  | PV      | Marcel Laurențiu Romanescu (PNL)         | 12 170 | 45,43 | 2 / 21   |         |
| Harghita | Gheorgheni            | 18 377  |         | Tibor András Csergő (UDMR)               | 2 290  | 42,16 |          |         |
| Harghita | Miercurea Ciuc        | 38 966  |         | Attila Korodi (UDMR)                     | 8 072  | 73,78 | UDMR     | 15 / 19 |
| Harghita | Miercurea Ciuc        | 38 966  | AMT     | Attila Korodi (UDMR)                     | 8 072  | 73,78 | 3 / 19   |         |
| Harghita | Miercurea Ciuc        | 38 966  | PNL     | Attila Korodi (UDMR)                     | 8 072  | 73,78 | 1 / 19   |         |
| Harghita | Odorheiu Secuiesc     | 34 257  |         | Árpád Gálfi (POL)                        | 8 590  | 68,26 |          |         |
| Harghita | Toplița               | 13 929  |         | Dumitru Olariu (PSD)                     | 1 713  | 36,37 |          |         |
| Hunedoara | Brad                  | 14 495  |         | Florin Cazacu (PSD)                      | 2 699  | 51,02 |          |         |
| Hunedoara | Deva                  | 61 123  |         | Florin Oancea (PNL)                      | 7 703  | 37,44 | PNL      | 9 / 21  |
| Hunedoara | Deva                  | 61 123  | PSD     | Florin Oancea (PNL)                      | 7 703  | 37,44 | 4 / 21   |         |
| Hunedoara | Deva                  | 61 123  | PRE     | Florin Oancea (PNL)                      | 7 703  | 37,44 | 3 / 21   |         |
| Hunedoara | Deva                  | 61 123  | AUR     | Florin Oancea (PNL)                      | 7 703  | 37,44 | 2 / 21   |         |
| Hunedoara | Deva                  | 61 123  | USR     | Florin Oancea (PNL)                      | 7 703  | 37,44 | 2 / 21   |         |
| Hunedoara | Deva                  | 61 123  | UDMR    | Florin Oancea (PNL)                      | 7 703  | 37,44 | 1 / 21   |         |
| Hunedoara | Hunedoara             | 60 525  |         | Dan Bobouțanu (PSD)                      | 14 095 | 67,01 |          |         |
| Hunedoara | Lupeni                | 23 390  |         | Lucian Marius Resmeriță (PSD)            | 5 790  | 77,84 |          |         |
| Hunedoara | Orăștie               | 18 227  |         | Ovidiu Laurențiu Bălan (PSD)             | 4 658  | 71,00 |          |         |
| Hunedoara | Petroșani             | 37 160  |         | Tiberiu Iacob-Ridzi (PNL)                | 4 818  | 42,51 |          |         |
| Hunedoara | Vulcan                | 24 160  |         | Cristian Ion Merișanu (PRO)              | 2 189  | 26,75 |          |         |
| Ialomița | Fetești               | 30 217  |         | Laurențiu Georgică Șonchereche (PSD)     | 3 592  | 37,82 |          |         |
| Ialomița | Slobozia              | 48 241  |         | Dragoș Soare (PNL)                       | 4 907  | 31,09 | PSD      | 9 / 21  |
| Ialomița | Slobozia              | 48 241  | PNL     | Dragoș Soare (PNL)                       | 4 907  | 31,09 | 7 / 21   |         |
| Ialomița | Slobozia              | 48 241  | PRO     | Dragoș Soare (PNL)                       | 4 907  | 31,09 | 5 / 21   |         |
| Ialomița | Urziceni              | 15 308  |         | Constantin Sava (PNL)                    | 2 302  | 46,95 |          |         |
| Iași | Iași                  | 371 889 |         | Mihai Chirica (PNL)                      | 36 196 | 42,01 | PNL      | 11 / 27 |
| Iași | Iași                  | 371 889 | USR+    | Mihai Chirica (PNL)                      | 36 196 | 42,01 | 9 / 27   |         |
| Iași | Iași                  | 371 889 | PSD     | Mihai Chirica (PNL)                      | 36 196 | 42,01 | 5 / 27   |         |
| Iași | Iași                  | 371 889 | PMP     | Mihai Chirica (PNL)                      | 36 196 | 42,01 | 2 / 27   |         |
| Iași | Pașcani               | 33 745  |         | Marius Nicolae Pintilie (PNL)            | 5 007  | 40,11 |          |         |
| Maramureș | Baia Mare             | 123 738 |         | Cătălin Cherecheș (PNȚCD)                | 17 039 | 41,53 | PNL      | 7 / 23  |
| Maramureș | Baia Mare             | 123 738 | CMM     | Cătălin Cherecheș (PNȚCD)                | 17 039 | 41,53 | 7 / 23   |         |
| Maramureș | Baia Mare             | 123 738 | USR+    | Cătălin Cherecheș (PNȚCD)                | 17 039 | 41,53 | 4 / 23   |         |
| Maramureș | Baia Mare             | 123 738 | PMP     | Cătălin Cherecheș (PNȚCD)                | 17 039 | 41,53 | 3 / 23   |         |
| Maramureș | Baia Mare             | 123 738 | UDMR    | Cătălin Cherecheș (PNȚCD)                | 17 039 | 41,53 | 2 / 23   |         |
| Maramureș | Sighetu Marmației     | 37 640  |         | Vasile Moldovan (PSD)                    | 3 832  | 32,34 |          |         |
| Mehedinți | Drobeta-Turnu Severin | 92 617  |         | Marius Vasile Screciu (PSD)              | 12 821 | 40,37 | PSD      | 10 / 23 |
| Mehedinți | Drobeta-Turnu Severin | 92 617  | PNL     | Marius Vasile Screciu (PSD)              | 12 821 | 40,37 | 9 / 23   |         |
| Mehedinți | Drobeta-Turnu Severin | 92 617  | PRO     | Marius Vasile Screciu (PSD)              | 12 821 | 40,37 | 3 / 23   |         |
| Mehedinți | Drobeta-Turnu Severin | 92 617  | PMP     | Marius Vasile Screciu (PSD)              | 12 821 | 40,37 | 1 / 23   |         |
| Mehedinți | Orșova                | 10 441  |         | Marius Stoica (PSD)                      | 1 715  | 39,19 |          |         |
| Mureș | Reghin                | 33 281  |         | Márk Endre Dezső (UDMR)                  | 6 242  | 44,30 |          |         |
| Mureș | Sighișoara            | 28 102  |         | Ioan Iulian Sîrbu (UIpS)                 | 3 464  | 35,38 |          |         |
| Mureș | Târgu Mureș           | 134 290 |         | Soós Zoltán (Ind.)                       | 28 211 | 50,53 | UDMR     | 11 / 23 |
| Mureș | Târgu Mureș           | 134 290 | PNL     | Soós Zoltán (Ind.)                       | 28 211 | 50,53 | 4 / 23   |         |
| Mureș | Târgu Mureș           | 134 290 | PSD     | Soós Zoltán (Ind.)                       | 28 211 | 50,53 | 2 / 23   |         |
| Mureș | Târgu Mureș           | 134 290 | POL     | Soós Zoltán (Ind.)                       | 28 211 | 50,53 | 2 / 23   |         |
| Mureș | Târgu Mureș           | 134 290 | PRO     | Soós Zoltán (Ind.)                       | 28 211 | 50,53 | 2 / 23   |         |
| Mureș | Târgu Mureș           | 134 290 | PMP     | Soós Zoltán (Ind.)                       | 28 211 | 50,53 | 2 / 23   |         |
| Mureș | Târnăveni             | 22 075  |         | Sorin Nicolae Megheșan (PNL)             | 3 496  | 50,39 |          |         |
| Neamț | Piatra Neamț          | 85 055  |         | Andrei Carabelea (PNL)                   | 7 707  | 26,26 | PNL      | 7 / 23  |
| Neamț | Piatra Neamț          | 85 055  | ApPN    | Andrei Carabelea (PNL)                   | 7 707  | 26,26 | 5 / 23   |         |
| Neamț | Piatra Neamț          | 85 055  | PMP     | Andrei Carabelea (PNL)                   | 7 707  | 26,26 | 4 / 23   |         |
| Neamț | Piatra Neamț          | 85 055  | USR+    | Andrei Carabelea (PNL)                   | 7 707  | 26,26 | 3 / 23   |         |
| Neamț | Piatra Neamț          | 85 055  | PRO     | Andrei Carabelea (PNL)                   | 7 707  | 26,26 | 2 / 23   |         |
| Neamț | Piatra Neamț          | 85 055  | ALDE    | Andrei Carabelea (PNL)                   | 7 707  | 26,26 | 2 / 23   |         |
| Neamț | Roman                 | 50 713  |         | Leonard Achiriloaei (PNL)                | 5 604  | 32,85 |          |         |
| Olt | Slatina               | 70 293  |         | Emil Moț (PSD)                           | 12 475 | 49,64 | PSD      | 12 / 21 |
| Olt | Slatina               | 70 293  | PNL     | Emil Moț (PSD)                           | 12 475 | 49,64 | 7 / 23   |         |
| Olt | Slatina               | 70 293  | PRO     | Emil Moț (PSD)                           | 12 475 | 49,64 | 2 / 21   |         |
| Olt | Caracal               | 35 207  |         | Ion Doldurea (PSD)                       | 5 647  | 52,06 |          |         |
| Prahova | Câmpina               | 32 935  |         | Ioan Alin Moldoveanu (Ind.)              | 4 660  | 35,35 |          |         |
| Prahova | Ploiești              | 209 945 |         | Andrei Volosevici (PNL)                  | 35 611 | 57,52 | PNL      | 13 / 27 |
| Prahova | Ploiești              | 209 945 | ApP     | Andrei Volosevici (PNL)                  | 35 611 | 57,52 | 5 / 27   |         |
| Prahova | Ploiești              | 209 945 | USR+    | Andrei Volosevici (PNL)                  | 35 611 | 57,52 | 5 / 27   |         |
| Prahova | Ploiești              | 209 945 | PPiA    | Andrei Volosevici (PNL)                  | 35 611 | 57,52 | 2 / 27   |         |
| Prahova | Ploiești              | 209 945 | ALDE    | Andrei Volosevici (PNL)                  | 35 611 | 57,52 | 2 / 27   |         |
| Prahova | Sinaia                | 10 410  |         | Vlad Oprea (PNL)                         | 3 310  | 67,00 |          |         |
| Satu Mare | Carei                 | 21 112  |         | Jenő Kovács (UDMR)                       | 4 814  | 70,39 |          |         |
| Satu Mare | Satu Mare             | 102 411 |         | Gábor Kereskényi (UDMR)                  | 18 869 | 51,94 | UDMR     | 12 / 23 |
| Satu Mare | Satu Mare             | 102 411 | PNL     | Gábor Kereskényi (UDMR)                  | 18 869 | 51,94 | 4 / 23   |         |
| Satu Mare | Satu Mare             | 102 411 | USR+    | Gábor Kereskényi (UDMR)                  | 18 869 | 51,94 | 4 / 23   |         |
| Satu Mare | Satu Mare             | 102 411 | PSD     | Gábor Kereskényi (UDMR)                  | 18 869 | 51,94 | 3 / 23   |         |
| Sălaj | Zalău                 | 56 202  |         | Ionel Ciunt (PSD)                        | 10 376 | 50,94 | PSD      | 9 / 21  |
| Sălaj | Zalău                 | 56 202  | PNL     | Ionel Ciunt (PSD)                        | 10 376 | 50,94 | 5 / 21   |         |
| Sălaj | Zalău                 | 56 202  | USR+    | Ionel Ciunt (PSD)                        | 10 376 | 50,94 | 4 / 21   |         |
| Sălaj | Zalău                 | 56 202  | UDMR    | Ionel Ciunt (PSD)                        | 10 376 | 50,94 | 3 / 21   |         |
| Sibiu | Mediaș                | 47 204  |         | Gheorghe Roman (PNL)                     | 10 561 | 73,66 |          |         |
| Sibiu | Sibiu                 | 147 245 |         | Astrid Fodor (FDGR)                      | 20 425 | 43,03 | PNL      | 9 / 23  |
| Sibiu | Sibiu                 | 147 245 | FDGR    | Astrid Fodor (FDGR)                      | 20 425 | 43,03 | 8 / 23   |         |
| Sibiu | Sibiu                 | 147 245 | USR+    | Astrid Fodor (FDGR)                      | 20 425 | 43,03 | 4 / 23   |         |
| Sibiu | Sibiu                 | 147 245 | PSD     | Astrid Fodor (FDGR)                      | 20 425 | 43,03 | 2 / 23   |         |
| Suceava | Câmpulung Moldovenesc | 16 722  |         | Mihăiță Negură (PNL)                     | 4 745  | 73,07 |          |         |
| Suceava | Fălticeni             | 25 723  |         | Gheorghe Cătălin Coman (PSD)             | 7 634  | 69,58 |          |         |
| Suceava | Rădăuți               | 23 822  |         | Bogdan Andrei Loghin (PNL)               | 3 881  | 41,02 |          |         |
| Suceava | Suceava               | 120 404 |         | Ion Lungu (PNL)                          | 9 800  | 31,91 | PNL      | 9 / 23  |
| Suceava | Suceava               | 120 404 | PSD     | Ion Lungu (PNL)                          | 9 800  | 31,91 | 5 / 23   |         |
| Suceava | Suceava               | 120 404 | PMP     | Ion Lungu (PNL)                          | 9 800  | 31,91 | 4 / 23   |         |
| Suceava | Suceava               | 120 404 | USR+    | Ion Lungu (PNL)                          | 9 800  | 31,91 | 3 / 23   |         |
| Suceava | Suceava               | 120 404 | PRO     | Ion Lungu (PNL)                          | 9 800  | 31,91 | 2 / 23   |         |
| Suceava | Vatra Dornei          | 14 429  |         | Ilie Boncheș (PNL)                       | 2 628  | 40,44 |          |         |
| Teleorman | Alexandria            | 45 434  |         | Victor Drăgușin (PSD)                    | 7 485  | 50,56 | PSD      | 11 / 19 |
| Teleorman | Alexandria            | 45 434  | PNL     | Victor Drăgușin (PSD)                    | 7 485  | 50,56 | 8 / 19   |         |
| Teleorman | Roșiorii de Vede      | 27 416  |         | Valerică Cârciumaru (PSD)                | 3 606  | 44,52 |          |         |
| Teleorman | Turnu Măgurele        | 24 772  |         | Dănuț Cuclea (PSD)                       | 4 180  | 47,31 |          |         |
| Teleorman | Videle                | 11 508  |         | Nicolae Bădănoiu (PSD)                   | 2 294  | 43,98 |          |         |
| Timiș | Lugoj                 | 40 361  |         | Alexandru Claudiu Buciu (PNL)            | 7 177  | 51,84 |          |         |
| Timiș | Timișoara             | 319 279 |         | Dominic Fritz (USR PLUS)                 | 49 191 | 53,24 | USR+     | 13 / 27 |
| Timiș | Timișoara             | 319 279 | PNL     | Dominic Fritz (USR PLUS)                 | 49 191 | 53,24 | 9 / 27   |         |
| Timiș | Timișoara             | 319 279 | PSD-PPU | Dominic Fritz (USR PLUS)                 | 49 191 | 53,24 | 3 / 27   |         |
| Timiș | Timișoara             | 319 279 | PRO     | Dominic Fritz (USR PLUS)                 | 49 191 | 53,24 | 2 / 27   |         |
| Tulcea | Tulcea                | 73 707  |         | Ștefan Ilie (PNL)                        | 10 361 | 40,36 | PNL      | 9 / 21  |
| Tulcea | Tulcea                | 73 707  | PSD     | Ștefan Ilie (PNL)                        | 10 361 | 40,36 | 7 / 21   |         |
| Tulcea | Tulcea                | 73 707  | PER     | Ștefan Ilie (PNL)                        | 10 361 | 40,36 | 2 / 21   |         |
| Tulcea | Tulcea                | 73 707  | USR+    | Ștefan Ilie (PNL)                        | 10 361 | 40,36 | 2 / 21   |         |
| Tulcea | Tulcea                | 73 707  | PRO     | Ștefan Ilie (PNL)                        | 10 361 | 40,36 | 1 / 21   |         |
| Vaslui | Bârlad                | 55 837  |         | Dumitru Boroș (PSD)                      | 9 419  | 49,11 |          |         |
| Vaslui | Huși                  | 26 266  |         | Ioan Ciupilan (PSD)                      | 5 390  | 65,93 |          |         |
| Vaslui | Vaslui                | 55 407  |         | Vasile Pavăl (PSD)                       | 11 496 | 62,01 | PSD      | 10 / 23 |
| Vaslui | Vaslui                | 55 407  | PNL     | Vasile Pavăl (PSD)                       | 11 496 | 62,01 | 8 / 23   |         |
| Vaslui | Vaslui                | 55 407  | USR+    | Vasile Pavăl (PSD)                       | 11 496 | 62,01 | 4 / 23   |         |
| Vaslui | Vaslui                | 55 407  | ALDE    | Vasile Pavăl (PSD)                       | 11 496 | 62,01 | 1 / 23   |         |
| Vâlcea | Drăgășani             | 17 871  |         | Cristian Nedelcu (PSD)                   | 2 350  | 35,59 |          |         |
| Vâlcea | Râmnicu Vâlcea        | 110 527 |         | Mircia Gutău (PER)                       | 16 009 | 47,80 | PNL      | 9 / 23  |
| Vâlcea | Râmnicu Vâlcea        | 110 527 | PSD     | Mircia Gutău (PER)                       | 16 009 | 47,80 | 6 / 23   |         |
| Vâlcea | Râmnicu Vâlcea        | 110 527 | PER     | Mircia Gutău (PER)                       | 16 009 | 47,80 | 5 / 23   |         |
| Vâlcea | Râmnicu Vâlcea        | 110 527 | USR+    | Mircia Gutău (PER)                       | 16 009 | 47,80 | 3 / 23   |         |
| Vrancea | Adjud                 | 16 045  |         | Florin Nechifor (PNL)                    | 3 257  | 53,98 |          |         |
| Vrancea | Focșani               | 73 315  |         | Cristi Valentin Misăilă (PSD)            | 14 510 | 47,09 | PNL      | 10 / 21 |
| Vrancea | Focșani               | 73 315  | PSD     | Cristi Valentin Misăilă (PSD)            | 14 510 | 47,09 | 9 / 21   |         |
| Vrancea | Focșani               | 73 315  | USR+    | Cristi Valentin Misăilă (PSD)            | 14 510 | 47,09 | 2 / 21   |         |
| Fonti: - (RO) Sito dell'Autorità Elettorale Permanente, su prezenta.roaep.ro. - (RO) PROCES — VERBAL privind centralizarea pe ţară a voturilor şi constatarea rezultatului pentru alegerea PRIMARILOR din data de 27 septembrie 2020 (PDF), su locale2020.bec.ro, Ufficio elettorale permanente. - (RO) PROCES — VERBAL privind centralizarea pe ţară a voturilor şi constatarea rezultatului pentru alegerea CONSILIILOR LOCALE din data de 27 septembrie 2020 (PDF), su locale2020.bec.ro, Ufficio elettorale permanente. |                       |         |         |                                          |        |       |          |         |

### Risultati
Di seguito i risultati per le elezioni alla carica di sindaco nei maggiori centri della Romania.
| Cluj-Napoca | Cluj-Napoca                 | Cluj-Napoca | Cluj-Napoca | Cluj-Napoca | Cluj-Napoca |
| Pos.        | Candidato                   | Partito     | Partito     | Voti        | %           |
| ----------- | --------------------------- | ----------- | ----------- | ----------- | ----------- |
| 1°          | Emil Boc                    |             | PNL         | 73 182      | 74,76       |
| 2°          | Emanuel Ungureanu           |             | USR PLUS    | 8 094       | 8,26        |
| 3°          | Csoma Botond                |             | UDMR        | 6 955       | 7,10        |
| 4°          | Valentin Cuibus             |             | PSD         | 4 480       | 4,57        |
| 5°          | Avram Fițiu                 |             | PMP         | 1 440       | 1,47        |
| 6°          | Dan Codrean                 |             | PRO         | 758         | 0,77        |
| 7°          | Simona Teodora Roșca-Neacșu |             | AUR         | 637         | 0,65        |
| 8°          | Bogdan Gârbovan             |             | PV          | 539         | 0,55        |
| 9°          | Daniela Gîfu                |             | PRM         | 394         | 0,40        |
| 10°         | Radu Lupaș                  |             | PRR         | 374         | 0,38        |
| 11°         | Paul Siserman               |             | ALDE        | 342         | 0,34        |
| 12°         | Sorin Naș                   |             | FN          | 296         | 0,30        |
| 13°         | Adela Mîrza                 |             | AD          | 255         | 0,26        |
| 14°         | Petru Mîndru                |             | PRN         | 141         | 0,14        |

| Timișoara | Timișoara                | Timișoara | Timișoara | Timișoara | Timișoara |
| Pos.      | Candidato                | Partito   | Partito   | Voti      | %         |
| --------- | ------------------------ | --------- | --------- | --------- | --------- |
| 1°        | Dominic Samuel Fritz     |           | USR PLUS  | 49 191    | 53,24     |
| 2°        | Nicolae Robu             |           | PNL       | 27 596    | 29,87     |
| 3°        | Voichița-Elena Lăzureanu |           | PSD-PPU   | 5 776     | 6,25      |
| 4°        | Marius Lucian Craina     |           | PRO       | 4 866     | 5,26      |
| 5°        | Farkas Imre              |           | UDMR      | 1 308     | 1,41      |
| 6°        | Alexandru Mutruc         |           | PMP       | 888       | 0,96      |
| 7°        | Adrian Popescu           |           | ALDE      | 548       | 0,59      |
| 8°        | Dorel Gabriel Tomescu    |           | PV        | 438       | 0,47      |
| 9°        | Dumitru Moroianu         |           | PRM       | 366       | 0,39      |
| 10°       | Ilie Vasile Sîrbu        |           | Ind.      | 365       | 0,39      |
| 11°       | Lucian Mugur Șerdean     |           | Ind.      | 357       | 0,38      |
| 12°       | Marian Gheorghe Cucșa    |           | PRR       | 223       | 0,24      |
| 13°       | Ovidiu Marcel Sîrbu      |           | RE:START  | 186       | 0,20      |
| 14°       | Florin Bodnărescu        |           | PNR       | 150       | 0,16      |
| 15°       | Petrică Folică           |           | PR        | 123       | 0,13      |

| Iași | Iași              | Iași    | Iași     | Iași   | Iași  |
| Pos. | Candidato         | Partito | Partito  | Voti   | %     |
| ---- | ----------------- | ------- | -------- | ------ | ----- |
| 1°   | Mihai Chirica     |         | PNL      | 36 196 | 42,01 |
| 2°   | Cosette Chichirău |         | USR PLUS | 26 111 | 30,30 |
| 3°   | Camelia Gavrilă   |         | PSD      | 11 233 | 13,03 |
| 4°   | Dorina Isopescu   |         | PMP      | 2 158  | 2,50  |
| 5°   | Vlad Baba         |         | PV       | 1 702  | 1,97  |
| 6°   | Cătălin Urtoi     |         | IPM      | 1 690  | 1,96  |
| 7°   | Sorin Iacoban     |         | PRO      | 1 664  | 1,93  |
| 8°   | Radu Botez        |         | ALDE     | 1 322  | 1,53  |
| 9°   | Bogdan Zamfir     |         | Ind.     | 1 138  | 1,32  |
| 10°  | Monica Holicov    |         | RE:START | 1 050  | 1,21  |
| 11°  | Ciprian Zamfir    |         | AUR      | 905    | 1,05  |
| 12°  | Florin Anghel     |         | PER      | 509    | 0,59  |
| 13°  | Daniel Apetrei    |         | PNȚCD    | 254    | 0,29  |
| 14°  | Cristian Cernescu |         | AD       | 220    | 0,25  |

| Costanza | Costanza                   | Costanza | Costanza | Costanza | Costanza |
| Pos.     | Candidato                  | Partito  | Partito  | Voti     | %        |
| -------- | -------------------------- | -------- | -------- | -------- | -------- |
| 1°       | Vergil Chițac              |          | PNL      | 27 569   | 28,48    |
| 2°       | Stelian Ion                |          | USR PLUS | 23 523   | 24,30    |
| 3°       | Decebal Făgădău            |          | PSD      | 23 414   | 24,19    |
| 4°       | Horia Miron Constantinescu |          | PPU      | 4 876    | 5,03     |
| 5°       | Corina Martin              |          | PER      | 3 223    | 3,33     |
| 6°       | Claudiu Iorga Palaz        |          | PMP      | 2 386    | 2,46     |
| 7°       | Nicoleta Ploscaru          |          | Ind.     | 2 345    | 2,42     |
| 8°       | Mircea Titus Dobre         |          | PRO      | 1 886    | 1,94     |
| 9°       | George Andrei Popescu      |          | Ind.     | 1 414    | 1,46     |
| 10°      | Marian Vasiliev            |          | Ind.     | 1 328    | 1,37     |
| 11°      | Anton Traian Antoniadis    |          | UER      | 1 288    | 1,33     |
| 12°      | Aila Reșit                 |          | Ind.     | 942      | 0,97     |
| 13°      | Victor Cruceru             |          | ALDE     | 856      | 0,88     |
| 14°      | Constantin Frățilă         |          | LORD     | 734      | 0,75     |
| 15°      | Tudorel Chesoi             |          | ANȚ      | 441      | 0,45     |
| 16°      | Sorin Titus Muncaciu       |          | PNR      | 357      | 0,36     |
| 17°      | Dan Aionesei               |          | MPR      | 199      | 0,20     |

| Brașov | Brașov                | Brașov  | Brașov   | Brașov | Brașov |
| Pos.   | Candidato             | Partito | Partito  | Voti   | %      |
| ------ | --------------------- | ------- | -------- | ------ | ------ |
| 1°     | Allen Coliban         |         | USR PLUS | 34 870 | 42,05  |
| 2°     | George Scripcaru      |         | PNL      | 31 198 | 37,62  |
| 3°     | Ovidiu Florin Orțan   |         | PSD      | 6 092  | 7,34   |
| 4°     | Gheorghe Ialomițianu  |         | ALDE     | 2 818  | 3,39   |
| 5°     | Laszlo Barabás        |         | UDMR     | 1 978  | 2,38   |
| 6°     | Claudiu Sorin Susanu  |         | PRO      | 1 742  | 2,10   |
| 7°     | Costel Mihai          |         | PMP      | 1 464  | 1,76   |
| 8°     | Cornel Cătălin Onescu |         | ADN      | 593    | 0,71   |
| 9°     | Șerban Șovăială       |         | Ind.     | 585    | 0,70   |
| 10°    | Daniela Maria Sîrbu   |         | PRM      | 534    | 0,64   |
| 11°    | Thomas Șindilariu     |         | FDGR     | 432    | 0,52   |
| 12°    | Laura Ioana Bratosin  |         | PNȚCD    | 310    | 0,37   |
| 13°    | Violeta Dumitra Radu  |         | PPU      | 296    | 0,35   |

| Craiova | Craiova               | Craiova | Craiova  | Craiova | Craiova |
| Pos.    | Candidato             | Partito | Partito  | Voti    | %       |
| ------- | --------------------- | ------- | -------- | ------- | ------- |
| 1°      | Lia Olguța Vasilescu  |         | PSD      | 30 062  | 34,29   |
| 2°      | Nicolae Giugea        |         | PNL      | 21 528  | 24,55   |
| 3°      | Antonie Solomon       |         | PER      | 18 190  | 20,74   |
| 4°      | Lucian Bernd Săuleanu |         | USR PLUS | 11 229  | 12,80   |
| 5°      | Eduard Ionuț Ciceu    |         | PRO      | 1 998   | 2,27    |
| 6°      | Anișoara Stănculescu  |         | PMP      | 1 972   | 2,24    |
| 7°      | Adimaria Simoiu       |         | Ind.     | 1 038   | 1,18    |
| 8°      | Marian Daniel Păloiu  |         | ALDE     | 570     | 0,65    |
| 9°      | Janina Mariana Micu   |         | ADN      | 419     | 0,47    |
| 10°     | Emil Iulian Mladin    |         | AD       | 368     | 0,41    |
| 11°     | Marin Costache        |         | PPU      | 293     | 0,33    |

| Ploiești | Ploiești                 | Ploiești | Ploiești | Ploiești | Ploiești |
| Pos.     | Candidato                | Partito  | Partito  | Voti     | %        |
| -------- | ------------------------ | -------- | -------- | -------- | -------- |
| 1°       | Andrei Volosevici        |          | PNL      | 35 611   | 57,52    |
| 2°       | Cristian Mihai Ganea     |          | ApP      | 9 559    | 15,44    |
| 3°       | Răzvan Enescu            |          | USR PLUS | 8 769    | 14,16    |
| 4°       | Răzvan Toma Stănciulescu |          | PPiA     | 2 958    | 4,77     |
| 5°       | Emil Calotă              |          | ALDE     | 2 218    | 3,58     |
| 6°       | Dragoș Lucian Rădulescu  |          | PMP      | 1 188    | 1,91     |
| 7°       | George Cătălin Naftan    |          | PER      | 1 090    | 1,76     |
| 8°       | Ion Mihail Sava          |          | PRM      | 514      | 0,83     |
| 1.       |                          |          |          |          |          |

| Galați | Galați               | Galați  | Galați   | Galați | Galați |
| Pos.   | Candidato            | Partito | Partito  | Voti   | %      |
| ------ | -------------------- | ------- | -------- | ------ | ------ |
| 1°     | Ionuț Pucheanu       |         | PSD      | 47 452 | 59,18  |
| 2°     | Bogdan Rodeanu       |         | USR PLUS | 13 069 | 42,97  |
| 3°     | Cătălin Cristache    |         | PMP      | 4 044  | 5,04   |
| 4°     | Andrei Velea         |         | PpG      | 3 358  | 4,18   |
| 5°     | Marius Stan          |         | PRO      | 2 733  | 3,40   |
| 6°     | Cristian Dima        |         | ALDE     | 2 567  | 3,20   |
| 7°     | Apostol Picu Roman   |         | PPU      | 2 199  | 2,74   |
| 8°     | Daniela Simona Vreme |         | Ind.     | 1 769  | 2,20   |
| 9°     | Ștefan Baltă         |         | PER      | 1 572  | 1,96   |
| 10°    | Adriana Elena Tudor  |         | AUR      | 1 076  | 1,34   |
| 11°    | Emanuel Olaru        |         | RE:START | 331    | 0,41   |

| Oradea | Oradea              | Oradea  | Oradea   | Oradea | Oradea |
| Pos.   | Candidato           | Partito | Partito  | Voti   | %      |
| ------ | ------------------- | ------- | -------- | ------ | ------ |
| 1°     | Florin Alin Birta   |         | PNL      | 47 966 | 70,13  |
| 2°     | Attila Cseke        |         | UDMR     | 7 795  | 11,39  |
| 3°     | Emilian Pavel       |         | PSD      | 5 297  | 7,74   |
| 4°     | Gyula Zatykó        |         | PPMT     | 2 546  | 3,72   |
| 5°     | Ioana Mihăilă       |         | USR PLUS | 2 078  | 3,03   |
| 6°     | Dan Mircea Jacan    |         | POL      | 869    | 1,27   |
| 7°     | Eugen Daniel Pop    |         | PRO      | 848    | 1,23   |
| 8°     | Bogdan Ionuț Manafu |         | PMP      | 592    | 0,86   |
| 9°     | Daniela Ghiuro      |         | ALDE     | 400    | 0,58   |

| Brăila | Brăila                   | Brăila  | Brăila   | Brăila | Brăila |
| Pos.   | Candidato                | Partito | Partito  | Voti   | %      |
| ------ | ------------------------ | ------- | -------- | ------ | ------ |
| 1°     | Marian Dragomir          |         | PSD      | 32 656 | 63,19  |
| 2°     | Lucian Căprariu          |         | PNL-BN   | 8 906  | 17,23  |
| 3°     | Mihai Cristian Isvoranu  |         | USR PLUS | 3 671  | 7,10   |
| 4°     | Ionel Adetu              |         | PMP      | 1 950  | 3,77   |
| 5°     | Dorin Silviu Petrea      |         | PRO      | 979    | 1,89   |
| 6°     | Cristian Daniel Murea    |         | ALDE     | 774    | 1,49   |
| 7°     | Petre Bogdan Botea       |         | PV       | 677    | 1,31   |
| 8°     | Mihai Dragomir           |         | PPU      | 637    | 1,23   |
| 9°     | Cristian Dănuț Mihai     |         | PER      | 621    | 1,20   |
| 10°    | Adrian Corneliu Răureanu |         | PRM      | 451    | 0,87   |
| 11°    | Alexandru Micu           |         | FIN      | 352    | 0,68   |

| Arad | Arad                      | Arad    | Arad     | Arad   | Arad  |
| Pos. | Candidato                 | Partito | Partito  | Voti   | %     |
| ---- | ------------------------- | ------- | -------- | ------ | ----- |
| 1°   | Laurențiu Călin Bibarț    |         | PNL      | 14 613 | 33,67 |
| 2°   | Adrian Wiener             |         | USR PLUS | 11 875 | 27,36 |
| 3°   | Mihai Fifor               |         | PSLC     | 7 108  | 16,38 |
| 4°   | Cristian Aurel Galea      |         | PMP      | 3 199  | 7,37  |
| 5°   | Alexandru Meszar          |         | UDMR     | 3 085  | 7,10  |
| 6°   | Marin Lupaș               |         | PRO      | 1 377  | 3,17  |
| 7°   | Samuel Caba               |         | PRR      | 552    | 1,27  |
| 8°   | Raoul Stancu Burtea       |         | PER      | 489    | 1,12  |
| 9°   | Elena Roxana Cirți        |         | PPU      | 439    | 1,01  |
| 10°  | Viorica Elvira Pop        |         | PA       | 360    | 0,82  |
| 11°  | Gheorghe Eugen Mărculescu |         | PC       | 154    | 0,35  |
| 12°  | Dan Eusebiu Pârvulescu    |         | ND       | 139    | 0,32  |
| 1.   |                           |         |          |        |       |

| Pitești | Pitești              | Pitești | Pitești  | Pitești | Pitești |
| Pos.    | Candidato            | Partito | Partito  | Voti    | %       |
| ------- | -------------------- | ------- | -------- | ------- | ------- |
| 1°      | Cristian Gentea      |         | PSD      | 16 660  | 34,82   |
| 2°      | Sorin Apostoliceanu  |         | PNL      | 12 453  | 26,02   |
| 3°      | Liviu Ionuț Moșteanu |         | USR PLUS | 11 155  | 23,31   |
| 4°      | Dănuț Dinu           |         | PMP      | 3 506   | 7,32    |
| 5°      | Cătălin Gherzan      |         | PER      | 1 189   | 2,48    |
| 6°      | Liviu Stancu         |         | PRO      | 846     | 1,76    |
| 7°      | Ionuț Gabriel Zidaru |         | ALDE     | 505     | 1,05    |
| 8°      | Dragoș Alecsandru    |         | Ind.     | 400     | 0,83    |
| 9°      | Cristian Popescu     |         | PPU      | 324     | 0,67    |
| 10°     | Sorin Bălan          |         | Ind.     | 307     | 0,64    |
| 11°     | Victor Niță          |         | RE:START | 212     | 0,44    |
| 12°     | Gheorghe Dinescu     |         | PNȚCD    | 158     | 0,33    |
| 13°     | Laurențiu Gheldiu    |         | PD       | 130     | 0,27    |

| Sibiu | Sibiu                   | Sibiu   | Sibiu    | Sibiu  | Sibiu |
| Pos.  | Candidato               | Partito | Partito  | Voti   | %     |
| ----- | ----------------------- | ------- | -------- | ------ | ----- |
| 1°    | Astrid Fodor            |         | FDGR     | 20 425 | 43,04 |
| 2°    | Adrian Cosmin Bibu      |         | PNL      | 14 773 | 31,13 |
| 3°    | Raul Andrei Apostoiu    |         | USR PLUS | 4 862  | 10,24 |
| 4°    | Cătălin Stanciu         |         | PSD      | 3 769  | 7,94  |
| 5°    | Horațiu Lucian Marin    |         | ALDE     | 768    | 1,61  |
| 6°    | Cristian Hermann Hirsch |         | PV       | 708    | 1,49  |
| 7°    | Ingrid Sofia Hőhr       |         | PMP      | 563    | 1,18  |
| 8°    | Vladimir Tomașevschi    |         | PRO      | 536    | 1,12  |
| 9°    | Lucian Liviu Trancă     |         | PER      | 514    | 1,08  |
| 10°   | Ioan Axente             |         | PNR      | 296    | 0,62  |
| 11°   | Lucian Valerian Zară    |         | BUN      | 154    | 0,32  |
| 12°   | Dorin Cioabă            |         | PR       | 80     | 0,16  |

| Bacău | Bacău                         | Bacău   | Bacău        | Bacău  | Bacău |
| Pos.  | Candidato                     | Partito | Partito      | Voti   | %     |
| ----- | ----------------------------- | ------- | ------------ | ------ | ----- |
| 1°    | Lucian Daniel Stanciu Viziteu |         | PNL-USR PLUS | 14 698 | 29,31 |
| 2°    | Sergiu Sechelariu             |         | Ind.         | 10 188 | 20,32 |
| 3°    | Cosmin Necula                 |         | PRO          | 9 517  | 18,98 |
| 4°    | Ștefan Sorin Umbrărescu       |         | ASU          | 5 152  | 10,27 |
| 5°    | Cristinel Manolache           |         | PER          | 4 029  | 8,03  |
| 6°    | Dorin Chirilescu              |         | Ind.         | 1 790  | 3,57  |
| 7°    | Daniel Dragoș Ștefan          |         | PMP          | 1 786  | 3,56  |
| 8°    | Constantin Scripăț            |         | ALDE         | 1 026  | 2,04  |
| 9°    | Ioan Popa                     |         | AUR          | 713    | 1,42  |
| 10°   | Iulian Vișoiu                 |         | PB           | 665    | 1,32  |
| 11°   | Vasile Grecu                  |         | PV           | 571    | 1,13  |
| 1.    |                               |         |              |        |       |